# Llista d'asteroides (439001-440000)
Llista d'asteroides del 439.001 al 440.000, amb data de descoberta i descobridor. És un fragment de la llista d'asteroides completa. Als asteroides se'ls dona un número quan es confirma la seva òrbita, per tant apareixen llistats aproximadament segons la data de descobriment.

## 439001– 439100
| Nom    | Designació provisional | Data de descobriment   | Lloc de descobriment | Descobridor/s        |
| ------ | ---------------------- | ---------------------- | -------------------- | -------------------- |
| 439001 | 2010 VE82              | 15 de setembre de 2004 | Siding Spring        | Siding Spring Survey |
| 439002 | 2010 VX104             | 5 de novembre de 2010  | Mount Lemmon         | Mt. Lemmon Survey    |
| 439003 | 2010 VV138             | 23 de novembre de 1998 | Kitt Peak            | Spacewatch           |
| 439004 | 2010 VJ204             | 16 de setembre de 2010 | Mount Lemmon         | Mt. Lemmon Survey    |
| 439005 | 2010 WK62              | 30 de novembre de 2003 | Kitt Peak            | Spacewatch           |
| 439006 | 2010 WL71              | 16 d'octubre de 2007   | Catalina             | CSS                  |
| 439007 | 2010 XV69              | 19 de novembre de 2003 | Catalina             | CSS                  |
| 439008 | 2010 YN3               | 19 de desembre de 2004 | Socorro              | LINEAR               |
| 439009 | 2011 AT22              | 10 de gener de 2011    | Mount Lemmon         | Mt. Lemmon Survey    |
| 439010 | 2011 AH30              | 6 de març de 2008      | Mount Lemmon         | Mt. Lemmon Survey    |
| 439011 | 2011 AH49              | 28 de febrer de 2008   | Mount Lemmon         | Mt. Lemmon Survey    |
| 439012 | 2011 AN50              | 18 de març de 2005     | Catalina             | CSS                  |
| 439013 | 2011 AT59              | 28 d'abril de 2008     | Kitt Peak            | Spacewatch           |
| 439014 | 2011 BW6               | 9 de març de 2005      | Kitt Peak            | Spacewatch           |
| 439015 | 2011 BA20              | 10 de desembre de 2010 | Mount Lemmon         | Mt. Lemmon Survey    |
| 439016 | 2011 BA63              | 2 de gener de 2011     | Mount Lemmon         | Mt. Lemmon Survey    |
| 439017 | 2011 CT9               | 11 de gener de 2011    | Kitt Peak            | Spacewatch           |
| 439018 | 2011 DE22              | 20 d'abril de 2004     | Socorro              | LINEAR               |
| 439019 | 2011 DY23              | 26 de febrer de 2011   | Kitt Peak            | Spacewatch           |
| 439020 | 2011 DG32              | 2 de gener de 2011     | Mount Lemmon         | Mt. Lemmon Survey    |
| 439021 | 2011 DQ36              | 30 de març de 2008     | Kitt Peak            | Spacewatch           |
| 439022 | 2011 DL40              | 11 de març de 2000     | Socorro              | LINEAR               |
| 439023 | 2011 DY42              | 22 d'abril de 2004     | Kitt Peak            | Spacewatch           |
| 439024 | 2011 EF                | 2 de juny de 2008      | Mount Lemmon         | Mt. Lemmon Survey    |
| 439025 | 2011 EM15              | 7 d'octubre de 2005    | Mount Lemmon         | Mt. Lemmon Survey    |
| 439026 | 2011 ER20              | 5 de febrer de 2011    | Catalina             | CSS                  |
| 439027 | 2011 EB22              | 18 de novembre de 2006 | Kitt Peak            | Spacewatch           |
| 439028 | 2011 EQ39              | 13 de desembre de 2006 | Kitt Peak            | Spacewatch           |
| 439029 | 2011 EZ76              | 28 de febrer de 2000   | Socorro              | LINEAR               |
| 439030 | 2011 EF85              | 13 de març de 2011     | Kitt Peak            | Spacewatch           |
| 439031 | 2011 FS3               | 20 de març de 2004     | Socorro              | LINEAR               |
| 439032 | 2011 FC7               | 27 d'octubre de 2006   | Mount Lemmon         | Mt. Lemmon Survey    |
| 439033 | 2011 FF8               | 16 de febrer de 2007   | Catalina             | CSS                  |
| 439034 | 2011 FP11              | 25 de març de 2011     | Kitt Peak            | Spacewatch           |
| 439035 | 2011 FK17              | 1 d'octubre de 2005    | Kitt Peak            | Spacewatch           |
| 439036 | 2011 FY40              | 3 de setembre de 2008  | Kitt Peak            | Spacewatch           |
| 439037 | 2011 FQ44              | 13 de març de 2011     | Kitt Peak            | Spacewatch           |
| 439038 | 2011 FE57              | 19 de maig de 2004     | Kitt Peak            | Spacewatch           |
| 439039 | 2011 FQ68              | 8 de febrer de 2007    | Mount Lemmon         | Mt. Lemmon Survey    |
| 439040 | 2011 FQ81              | 8 de juny de 1997      | Kitt Peak            | Spacewatch           |
| 439041 | 2011 FX81              | 5 de març de 2011      | Kitt Peak            | Spacewatch           |
| 439042 | 2011 FC88              | 26 de gener de 2007    | Kitt Peak            | Spacewatch           |
| 439043 | 2011 FT120             | 14 de març de 2011     | Mount Lemmon         | Mt. Lemmon Survey    |
| 439044 | 2011 FV130             | 22 de novembre de 2009 | Kitt Peak            | Spacewatch           |
| 439045 | 2011 FN132             | 25 de febrer de 2011   | Mount Lemmon         | Mt. Lemmon Survey    |
| 439046 | 2011 FH142             | 27 de març de 2011     | Mount Lemmon         | Mt. Lemmon Survey    |
| 439047 | 2011 FA157             | 26 de febrer de 2007   | Mount Lemmon         | Mt. Lemmon Survey    |
| 439048 | 2011 GG4               | 23 d'abril de 2004     | Campo Imperatore     | CINEOS               |
| 439049 | 2011 GP37              | 16 de novembre de 2009 | Mount Lemmon         | Mt. Lemmon Survey    |
| 439050 | 2011 GW56              | 22 d'octubre de 2005   | Catalina             | CSS                  |
| 439051 | 2011 GU71              | 4 de novembre de 2005  | Kitt Peak            | Spacewatch           |
| 439052 | 2011 GY75              | 9 de febrer de 2007    | Mount Lemmon         | Mt. Lemmon Survey    |
| 439053 | 2011 HB6               | 23 d'abril de 2011     | Catalina             | CSS                  |
| 439054 | 2011 HO6               | 4 de març de 2011      | Mount Lemmon         | Mt. Lemmon Survey    |
| 439055 | 2011 HP7               | 14 de març de 2011     | Kitt Peak            | Spacewatch           |
| 439056 | 2011 HO16              | 4 d'abril de 2011      | Kitt Peak            | Spacewatch           |
| 439057 | 2011 HA18              | 19 de novembre de 2006 | Kitt Peak            | Spacewatch           |
| 439058 | 2011 HR29              | 28 de març de 2011     | Kitt Peak            | Spacewatch           |
| 439059 | 2011 HB41              | 26 d'abril de 2011     | Kitt Peak            | Spacewatch           |
| 439060 | 2011 HE55              | 10 de març de 2007     | Kitt Peak            | Spacewatch           |
| 439061 | 2011 HN66              | 10 de maig de 2007     | Mount Lemmon         | Mt. Lemmon Survey    |
| 439062 | 2011 HR67              | 23 de febrer de 2007   | Kitt Peak            | Spacewatch           |
| 439063 | 2011 HD74              | 27 d'abril de 2011     | Kitt Peak            | Spacewatch           |
| 439064 | 2011 HP74              | 13 de març de 2007     | Kitt Peak            | Spacewatch           |
| 439065 | 2011 HM89              | 13 de maig de 2004     | Kitt Peak            | Spacewatch           |
| 439066 | 2011 HQ91              | 1 de novembre de 2005  | Mount Lemmon         | Mt. Lemmon Survey    |
| 439067 | 2011 HR101             | 20 de setembre de 2001 | Socorro              | LINEAR               |
| 439068 | 2011 JM9               | 24 d'abril de 2011     | Kitt Peak            | Spacewatch           |
| 439069 | 2011 JU11              | 5 de setembre de 2008  | Kitt Peak            | Spacewatch           |
| 439070 | 2011 JV17              | 27 de gener de 2006    | Mount Lemmon         | Mt. Lemmon Survey    |
| 439071 | 2011 JU29              | 29 de setembre de 2008 | Catalina             | CSS                  |
| 439072 | 2011 KM2               | 6 d'octubre de 2008    | Mount Lemmon         | Mt. Lemmon Survey    |
| 439073 | 2011 KR11              | 1 d'abril de 2010      | WISE                 | WISE                 |
| 439074 | 2011 KK22              | 23 de maig de 2011     | Kitt Peak            | Spacewatch           |
| 439075 | 2011 KZ28              | 30 de novembre de 2008 | Kitt Peak            | Spacewatch           |
| 439076 | 2011 KQ44              | 21 de maig de 2011     | Mount Lemmon         | Mt. Lemmon Survey    |
| 439077 | 2011 LB14              | 4 de juny de 2011      | Mount Lemmon         | Mt. Lemmon Survey    |
| 439078 | 2011 NU1               | 6 d'octubre de 2002    | Socorro              | LINEAR               |
| 439079 | 2011 NC3               | 25 de febrer de 2006   | Kitt Peak            | Spacewatch           |
| 439080 | 2011 OV1               | 18 de setembre de 2003 | Kitt Peak            | Spacewatch           |
| 439081 | 2011 ON35              | 22 de juny de 2011     | Mount Lemmon         | Mt. Lemmon Survey    |
| 439082 | 2011 OS49              | 30 de desembre de 2008 | Kitt Peak            | Spacewatch           |
| 439083 | 2011 OC55              | 8 d'agost de 2007      | Socorro              | LINEAR               |
| 439084 | 2011 PO2               | 28 de setembre de 2003 | Kitt Peak            | Spacewatch           |
| 439085 | 2011 PN12              | 28 de juliol de 2011   | Siding Spring        | Siding Spring Survey |
| 439086 | 2011 QP5               | 5 de maig de 2006      | Siding Spring        | Siding Spring Survey |
| 439087 | 2011 QZ10              | 26 de juliol de 1995   | Kitt Peak            | Spacewatch           |
| 439088 | 2011 QB16              | 10 d'abril de 2010     | Mount Lemmon         | Mt. Lemmon Survey    |
| 439089 | 2011 QN28              | 9 d'octubre de 2007    | Catalina             | CSS                  |
| 439090 | 2011 QP39              | 11 de novembre de 1999 | Kitt Peak            | Spacewatch           |
| 439091 | 2011 QV46              | 7 d'abril de 2005      | Mount Lemmon         | Mt. Lemmon Survey    |
| 439092 | 2011 QP59              | 10 de setembre de 2007 | Mount Lemmon         | Mt. Lemmon Survey    |
| 439093 | 2011 QF94              | 20 de novembre de 2007 | Mount Lemmon         | Mt. Lemmon Survey    |
| 439094 | 2011 RV12              | 27 d'agost de 2001     | Kitt Peak            | Spacewatch           |
| 439095 | 2011 ST6               | 14 de setembre de 2006 | Kitt Peak            | Spacewatch           |
| 439096 | 2011 SH11              | 9 d'abril de 2010      | WISE                 | WISE                 |
| 439097 | 2011 SF12              | 22 d'agost de 2007     | Kitt Peak            | Spacewatch           |
| 439098 | 2011 SV15              | 9 d'octubre de 2007    | Catalina             | CSS                  |
| 439099 | 2011 SM24              | 21 de setembre de 2011 | Kitt Peak            | Spacewatch           |
| 439100 | 2011 SN30              | 19 de setembre de 1998 | Anderson Mesa        | LONEOS               |

## 439101– 439200
| Nom    | Designació provisional | Data de descobriment   | Lloc de descobriment | Descobridor/s        |
| ------ | ---------------------- | ---------------------- | -------------------- | -------------------- |
| 439101 | 2011 SW56              | 27 d'agost de 2006     | Kitt Peak            | Spacewatch           |
| 439102 | 2011 SJ59              | 21 d'octubre de 2007   | Kitt Peak            | Spacewatch           |
| 439103 | 2011 SQ63              | 14 d'octubre de 2007   | Catalina             | CSS                  |
| 439104 | 2011 SY66              | 14 de setembre de 2007 | Mount Lemmon         | Mt. Lemmon Survey    |
| 439105 | 2011 SZ66              | 6 de novembre de 2007  | Kitt Peak            | Spacewatch           |
| 439106 | 2011 SN67              | 19 de desembre de 2007 | Kitt Peak            | Spacewatch           |
| 439107 | 2011 SZ67              | 15 de setembre de 1998 | Anderson Mesa        | LONEOS               |
| 439108 | 2011 SL69              | 17 d'abril de 2010     | WISE                 | WISE                 |
| 439109 | 2011 SB75              | 11 de gener de 2008    | Kitt Peak            | Spacewatch           |
| 439110 | 2011 SH78              | 2 de novembre de 2007  | Mount Lemmon         | Mt. Lemmon Survey    |
| 439111 | 2011 SA89              | 13 de setembre de 2005 | Kitt Peak            | Spacewatch           |
| 439112 | 2011 SL89              | 22 de setembre de 2011 | Kitt Peak            | Spacewatch           |
| 439113 | 2011 SM96              | 3 de novembre de 2007  | Kitt Peak            | Spacewatch           |
| 439114 | 2011 SN96              | 9 de maig de 2010      | Mount Lemmon         | Mt. Lemmon Survey    |
| 439115 | 2011 SF103             | 3 de juliol de 2005    | Mount Lemmon         | Mt. Lemmon Survey    |
| 439116 | 2011 SK108             | 16 de gener de 2009    | Kitt Peak            | Spacewatch           |
| 439117 | 2011 SN109             | 11 de setembre de 2007 | Kitt Peak            | Spacewatch           |
| 439118 | 2011 SS112             | 20 de setembre de 2011 | Kitt Peak            | Spacewatch           |
| 439119 | 2011 SA114             | 2 de novembre de 2007  | Kitt Peak            | Spacewatch           |
| 439120 | 2011 ST120             | 3 de novembre de 2007  | Mount Lemmon         | Mt. Lemmon Survey    |
| 439121 | 2011 SD148             | 21 d'octubre de 2006   | Mount Lemmon         | Mt. Lemmon Survey    |
| 439122 | 2011 SH152             | 7 de febrer de 2008    | Kitt Peak            | Spacewatch           |
| 439123 | 2011 SS156             | 22 de febrer de 2009   | Kitt Peak            | Spacewatch           |
| 439124 | 2011 SB157             | 2 d'abril de 2005      | Mount Lemmon         | Mt. Lemmon Survey    |
| 439125 | 2011 SA159             | 11 de març de 2005     | Mount Lemmon         | Mt. Lemmon Survey    |
| 439126 | 2011 SU192             | 25 de setembre de 2006 | Mount Lemmon         | Mt. Lemmon Survey    |
| 439127 | 2011 SO196             | 18 de setembre de 2011 | Mount Lemmon         | Mt. Lemmon Survey    |
| 439128 | 2011 SK222             | 11 d'abril de 2010     | WISE                 | WISE                 |
| 439129 | 2011 SG225             | 23 d'octubre de 2006   | Mount Lemmon         | Mt. Lemmon Survey    |
| 439130 | 2011 ST234             | 10 de març de 2005     | Mount Lemmon         | Mt. Lemmon Survey    |
| 439131 | 2011 SE246             | 15 de desembre de 2007 | Socorro              | LINEAR               |
| 439132 | 2011 ST251             | 13 d'abril de 2004     | Kitt Peak            | Spacewatch           |
| 439133 | 2011 SY262             | 15 de gener de 2004    | Kitt Peak            | Spacewatch           |
| 439134 | 2011 TV8               | 6 d'octubre de 2011    | Mount Lemmon         | Mt. Lemmon Survey    |
| 439135 | 2011 TZ8               | 21 de desembre de 2006 | Kitt Peak            | Spacewatch           |
| 439136 | 2011 TA12              | 31 de març de 2009     | Kitt Peak            | Spacewatch           |
| 439137 | 2011 TP12              | 11 de gener de 2008    | Kitt Peak            | Spacewatch           |
| 439138 | 2011 TA15              | 22 de maig de 2006     | Kitt Peak            | Spacewatch           |
| 439139 | 2011 UK2               | 1 d'octubre de 2011    | Kitt Peak            | Spacewatch           |
| 439140 | 2011 UP3               | 1 d'octubre de 2000    | Socorro              | LINEAR               |
| 439141 | 2011 UR27              | 11 de desembre de 2006 | Kitt Peak            | Spacewatch           |
| 439142 | 2011 UV28              | 27 de novembre de 2000 | Kitt Peak            | Spacewatch           |
| 439143 | 2011 UX47              | 6 d'octubre de 2011    | Mount Lemmon         | Mt. Lemmon Survey    |
| 439144 | 2011 UM78              | 17 d'octubre de 2006   | Kitt Peak            | Spacewatch           |
| 439145 | 2011 UK101             | 5 d'abril de 2008      | Mount Lemmon         | Mt. Lemmon Survey    |
| 439146 | 2011 UA108             | 31 de desembre de 1999 | Kitt Peak            | Spacewatch           |
| 439147 | 2011 UH113             | 1 d'octubre de 2000    | Socorro              | LINEAR               |
| 439148 | 2011 UZ120             | 13 de novembre de 2007 | Mount Lemmon         | Mt. Lemmon Survey    |
| 439149 | 2011 UN147             | 24 de juny de 2010     | WISE                 | WISE                 |
| 439150 | 2011 UG163             | 4 de juliol de 2010    | Mount Lemmon         | Mt. Lemmon Survey    |
| 439151 | 2011 UP186             | 18 de gener de 2008    | Kitt Peak            | Spacewatch           |
| 439152 | 2011 US211             | 1 de febrer de 2009    | Mount Lemmon         | Mt. Lemmon Survey    |
| 439153 | 2011 UM225             | 28 de setembre de 2006 | Kitt Peak            | Spacewatch           |
| 439154 | 2011 UK235             | 13 de febrer de 2008   | Kitt Peak            | Spacewatch           |
| 439155 | 2011 UO248             | 8 d'abril de 2010      | WISE                 | WISE                 |
| 439156 | 2011 UU251             | 22 d'octubre de 2011   | Kitt Peak            | Spacewatch           |
| 439157 | 2011 UR254             | 21 d'abril de 2009     | Mount Lemmon         | Mt. Lemmon Survey    |
| 439158 | 2011 UX263             | 22 de desembre de 2006 | Socorro              | LINEAR               |
| 439159 | 2011 UF267             | 5 de novembre de 1994  | Kitt Peak            | Spacewatch           |
| 439160 | 2011 UV285             | 24 de febrer de 2009   | Kitt Peak            | Spacewatch           |
| 439161 | 2011 US288             | 13 de maig de 2009     | Mount Lemmon         | Mt. Lemmon Survey    |
| 439162 | 2011 UD298             | 23 d'octubre de 2006   | Mount Lemmon         | Mt. Lemmon Survey    |
| 439163 | 2011 UB318             | 19 de maig de 2010     | Mount Lemmon         | Mt. Lemmon Survey    |
| 439164 | 2011 UG336             | 24 de setembre de 2011 | Catalina             | CSS                  |
| 439165 | 2011 UC343             | 17 d'abril de 2010     | WISE                 | WISE                 |
| 439166 | 2011 UH386             | 5 de desembre de 2002  | Socorro              | LINEAR               |
| 439167 | 2011 UH388             | 17 de novembre de 2006 | Kitt Peak            | Spacewatch           |
| 439168 | 2011 UE392             | 27 d'octubre de 2011   | Mount Lemmon         | Mt. Lemmon Survey    |
| 439169 | 2011 UQ404             | 17 de gener de 2010    | WISE                 | WISE                 |
| 439170 | 2011 VP2               | 27 d'abril de 2009     | Kitt Peak            | Spacewatch           |
| 439171 | 2011 VZ2               | 8 de juliol de 2010    | WISE                 | WISE                 |
| 439172 | 2011 VX9               | 18 de maig de 2010     | WISE                 | WISE                 |
| 439173 | 2011 VW17              | 17 de gener de 2007    | Kitt Peak            | Spacewatch           |
| 439174 | 2011 WA15              | 4 de novembre de 2010  | Mount Lemmon         | Mt. Lemmon Survey    |
| 439175 | 2011 WS33              | 19 de novembre de 2006 | Kitt Peak            | Spacewatch           |
| 439176 | 2011 WD38              | 12 de maig de 2010     | WISE                 | WISE                 |
| 439177 | 2011 WY49              | 5 de setembre de 2010  | Mount Lemmon         | Mt. Lemmon Survey    |
| 439178 | 2011 WR55              | 8 de maig de 2005      | Kitt Peak            | Spacewatch           |
| 439179 | 2011 WU62              | 12 de juny de 2010     | WISE                 | WISE                 |
| 439180 | 2011 WA63              | 11 de desembre de 2006 | Kitt Peak            | Spacewatch           |
| 439181 | 2011 WB90              | 18 de juny de 2010     | WISE                 | WISE                 |
| 439182 | 2011 WF90              | 20 d'agost de 2004     | Catalina             | CSS                  |
| 439183 | 2011 WU93              | 30 d'octubre de 2011   | Kitt Peak            | Spacewatch           |
| 439184 | 2011 WM113             | 19 de març de 2009     | Kitt Peak            | Spacewatch           |
| 439185 | 2011 WY113             | 30 de setembre de 2000 | Anderson Mesa        | LONEOS               |
| 439186 | 2011 WZ122             | 21 d'octubre de 2011   | Mount Lemmon         | Mt. Lemmon Survey    |
| 439187 | 2011 WG136             | 26 de novembre de 2011 | Mount Lemmon         | Mt. Lemmon Survey    |
| 439188 | 2011 WK144             | 5 de juliol de 2005    | Siding Spring        | Siding Spring Survey |
| 439189 | 2011 YX2               | 31 d'octubre de 2005   | Catalina             | CSS                  |
| 439190 | 2011 YR17              | 1 d'octubre de 2005    | Catalina             | CSS                  |
| 439191 | 2011 YK29              | 21 de desembre de 2005 | Catalina             | CSS                  |
| 439192 | 2012 AZ1               | 7 de juny de 2010      | WISE                 | WISE                 |
| 439193 | 2012 AF5               | 22 d'octubre de 2011   | Mount Lemmon         | Mt. Lemmon Survey    |
| 439194 | 2012 BD9               | 13 d'octubre de 2010   | Mount Lemmon         | Mt. Lemmon Survey    |
| 439195 | 2012 BS9               | 30 de novembre de 2010 | Catalina             | CSS                  |
| 439196 | 2012 BT14              | 24 de desembre de 2005 | Socorro              | LINEAR               |
| 439197 | 2012 BS34              | 24 de desembre de 2011 | Mount Lemmon         | Mt. Lemmon Survey    |
| 439198 | 2012 BE98              | 19 de gener de 2001    | Socorro              | LINEAR               |
| 439199 | 2012 BD121             | 14 de setembre de 2009 | Kitt Peak            | Spacewatch           |
| 439200 | 2012 BB131             | 19 d'abril de 2007     | Catalina             | CSS                  |

## 439201– 439300
| Nom    | Designació provisional | Data de descobriment   | Lloc de descobriment | Descobridor/s     |
| ------ | ---------------------- | ---------------------- | -------------------- | ----------------- |
| 439201 | 2012 BL134             | 28 de gener de 2007    | Kitt Peak            | Spacewatch        |
| 439202 | 2012 DC54              | 23 de gener de 2012    | Catalina             | CSS               |
| 439203 | 2012 MO11              | 25 d'abril de 2008     | Mount Lemmon         | Mt. Lemmon Survey |
| 439204 | 2012 RR13              | 24 de desembre de 2005 | Kitt Peak            | Spacewatch        |
| 439205 | 2012 RD18              | 17 de febrer de 2004   | Kitt Peak            | Spacewatch        |
| 439206 | 2012 RE23              | 11 de desembre de 2004 | Kitt Peak            | Spacewatch        |
| 439207 | 2012 RK23              | 9 de novembre de 1999  | Socorro              | LINEAR            |
| 439208 | 2012 RQ25              | 23 de febrer de 2007   | Mount Lemmon         | Mt. Lemmon Survey |
| 439209 | 2012 SS5               | 30 de novembre de 2003 | Kitt Peak            | Spacewatch        |
| 439210 | 2012 SQ12              | 25 d'octubre de 2005   | Kitt Peak            | Spacewatch        |
| 439211 | 2012 SQ14              | 13 d'abril de 2011     | Mount Lemmon         | Mt. Lemmon Survey |
| 439212 | 2012 SU14              | 17 de setembre de 2012 | Kitt Peak            | Spacewatch        |
| 439213 | 2012 ST17              | 25 de setembre de 2005 | Kitt Peak            | Spacewatch        |
| 439214 | 2012 SK27              | 15 de febrer de 2010   | Mount Lemmon         | Mt. Lemmon Survey |
| 439215 | 2012 SE63              | 7 d'octubre de 2005    | Catalina             | CSS               |
| 439216 | 2012 TW13              | 17 de setembre de 2012 | Kitt Peak            | Spacewatch        |
| 439217 | 2012 TE17              | 16 d'octubre de 2001   | Kitt Peak            | Spacewatch        |
| 439218 | 2012 TK17              | 3 de maig de 1994      | Kitt Peak            | Spacewatch        |
| 439219 | 2012 TY34              | 1 d'octubre de 2005    | Mount Lemmon         | Mt. Lemmon Survey |
| 439220 | 2012 TZ34              | 15 de desembre de 2009 | Mount Lemmon         | Mt. Lemmon Survey |
| 439221 | 2012 TK36              | 19 de març de 2010     | Kitt Peak            | Spacewatch        |
| 439222 | 2012 TZ40              | 29 d'agost de 2005     | Kitt Peak            | Spacewatch        |
| 439223 | 2012 TG41              | 20 de novembre de 2008 | Mount Lemmon         | Mt. Lemmon Survey |
| 439224 | 2012 TA56              | 30 de setembre de 2005 | Mount Lemmon         | Mt. Lemmon Survey |
| 439225 | 2012 TK64              | 3 de desembre de 2008  | Socorro              | LINEAR            |
| 439226 | 2012 TF66              | 23 d'octubre de 2008   | Mount Lemmon         | Mt. Lemmon Survey |
| 439227 | 2012 TN70              | 25 de setembre de 2005 | Kitt Peak            | Spacewatch        |
| 439228 | 2012 TQ95              | 17 de setembre de 2012 | Kitt Peak            | Spacewatch        |
| 439229 | 2012 TD97              | 26 d'abril de 2006     | Kitt Peak            | Spacewatch        |
| 439230 | 2012 TN100             | 18 d'abril de 2007     | Mount Lemmon         | Mt. Lemmon Survey |
| 439231 | 2012 TS114             | 7 d'abril de 2005      | Kitt Peak            | Spacewatch        |
| 439232 | 2012 TD122             | 21 de desembre de 2005 | Kitt Peak            | Spacewatch        |
| 439233 | 2012 TQ129             | 24 d'abril de 2008     | Mount Lemmon         | Mt. Lemmon Survey |
| 439234 | 2012 TG132             | 9 d'octubre de 2012    | Mount Lemmon         | Mt. Lemmon Survey |
| 439235 | 2012 TV133             | 14 de gener de 2010    | Kitt Peak            | Spacewatch        |
| 439236 | 2012 TV134             | 27 d'agost de 2001     | Kitt Peak            | Spacewatch        |
| 439237 | 2012 TC135             | 27 de març de 2011     | Mount Lemmon         | Mt. Lemmon Survey |
| 439238 | 2012 TW144             | 5 de novembre de 2005  | Kitt Peak            | Spacewatch        |
| 439239 | 2012 TX166             | 13 de setembre de 1999 | Kitt Peak            | Spacewatch        |
| 439240 | 2012 TJ169             | 17 de gener de 2005    | Kitt Peak            | Spacewatch        |
| 439241 | 2012 TH173             | 9 d'octubre de 2012    | Mount Lemmon         | Mt. Lemmon Survey |
| 439242 | 2012 TP191             | 24 de desembre de 2005 | Kitt Peak            | Spacewatch        |
| 439243 | 2012 TS191             | 19 de novembre de 2008 | Mount Lemmon         | Mt. Lemmon Survey |
| 439244 | 2012 TO195             | 10 d'octubre de 2008   | Mount Lemmon         | Mt. Lemmon Survey |
| 439245 | 2012 TF201             | 19 d'abril de 2004     | Kitt Peak            | Spacewatch        |
| 439246 | 2012 TY242             | 6 d'abril de 2005      | Kitt Peak            | Spacewatch        |
| 439247 | 2012 TD252             | 29 de setembre de 2008 | Mount Lemmon         | Mt. Lemmon Survey |
| 439248 | 2012 TA258             | 5 de juny de 2002      | Kitt Peak            | Spacewatch        |
| 439249 | 2012 TZ264             | 29 de setembre de 2008 | Kitt Peak            | Spacewatch        |
| 439250 | 2012 TS265             | 21 de novembre de 2008 | Kitt Peak            | Spacewatch        |
| 439251 | 2012 TR274             | 22 de novembre de 2008 | Kitt Peak            | Spacewatch        |
| 439252 | 2012 TE276             | 17 d'octubre de 2003   | Kitt Peak            | Spacewatch        |
| 439253 | 2012 TT282             | 15 d'abril de 2010     | Mount Lemmon         | Mt. Lemmon Survey |
| 439254 | 2012 TN284             | 29 d'abril de 2008     | Mount Lemmon         | Mt. Lemmon Survey |
| 439255 | 2012 TD286             | 10 de novembre de 2004 | Kitt Peak            | Spacewatch        |
| 439256 | 2012 TG291             | 1 de desembre de 2005  | Kitt Peak            | Spacewatch        |
| 439257 | 2012 TL297             | 7 d'abril de 2006      | Catalina             | CSS               |
| 439258 | 2012 TV308             | 17 de setembre de 2012 | Kitt Peak            | Spacewatch        |
| 439259 | 2012 TX308             | 8 d'abril de 2008      | Kitt Peak            | Spacewatch        |
| 439260 | 2012 TC309             | 18 d'octubre de 2003   | Kitt Peak            | Spacewatch        |
| 439261 | 2012 TR310             | 23 de gener de 2006    | Mount Lemmon         | Mt. Lemmon Survey |
| 439262 | 2012 TW310             | 16 de març de 2010     | Mount Lemmon         | Mt. Lemmon Survey |
| 439263 | 2012 TT313             | 15 de juny de 2010     | WISE                 | WISE              |
| 439264 | 2012 TA314             | 27 de gener de 2006    | Mount Lemmon         | Mt. Lemmon Survey |
| 439265 | 2012 UU3               | 8 de maig de 2005      | Kitt Peak            | Spacewatch        |
| 439266 | 2012 UB5               | 10 d'abril de 2008     | Kitt Peak            | Spacewatch        |
| 439267 | 2012 UX7               | 27 d'octubre de 2008   | Mount Lemmon         | Mt. Lemmon Survey |
| 439268 | 2012 UE8               | 4 de maig de 2005      | Mount Lemmon         | Mt. Lemmon Survey |
| 439269 | 2012 UF10              | 25 de novembre de 2005 | Kitt Peak            | Spacewatch        |
| 439270 | 2012 UG19              | 12 d'abril de 2010     | Mount Lemmon         | Mt. Lemmon Survey |
| 439271 | 2012 UR28              | 11 de novembre de 2009 | Kitt Peak            | Spacewatch        |
| 439272 | 2012 UW30              | 26 de novembre de 2005 | Kitt Peak            | Spacewatch        |
| 439273 | 2012 UY37              | 14 de setembre de 2012 | Catalina             | CSS               |
| 439274 | 2012 UU38              | 20 de novembre de 2001 | Kitt Peak            | Spacewatch        |
| 439275 | 2012 UY38              | 21 de febrer de 2006   | Kitt Peak            | Spacewatch        |
| 439276 | 2012 UB42              | 7 de maig de 2005      | Kitt Peak            | Spacewatch        |
| 439277 | 2012 UH47              | 23 de setembre de 2008 | Mount Lemmon         | Mt. Lemmon Survey |
| 439278 | 2012 UH64              | 20 d'octubre de 2012   | Mount Lemmon         | Mt. Lemmon Survey |
| 439279 | 2012 UG65              | 1 de desembre de 2005  | Kitt Peak            | Spacewatch        |
| 439280 | 2012 UP65              | 20 d'octubre de 2012   | Kitt Peak            | Spacewatch        |
| 439281 | 2012 UR68              | 25 d'octubre de 2005   | Kitt Peak            | Spacewatch        |
| 439282 | 2012 UG70              | 6 d'octubre de 2005    | Mount Lemmon         | Mt. Lemmon Survey |
| 439283 | 2012 UQ77              | 13 de maig de 2010     | WISE                 | WISE              |
| 439284 | 2012 UJ85              | 24 d'abril de 2011     | Mount Lemmon         | Mt. Lemmon Survey |
| 439285 | 2012 UN90              | 19 de novembre de 2008 | Kitt Peak            | Spacewatch        |
| 439286 | 2012 UJ100             | 27 d'abril de 2000     | Kitt Peak            | Spacewatch        |
| 439287 | 2012 UP112             | 16 de febrer de 2010   | Kitt Peak            | Spacewatch        |
| 439288 | 2012 US132             | 7 d'octubre de 1999    | Socorro              | LINEAR            |
| 439289 | 2012 UF139             | 4 de març de 2006      | Catalina             | CSS               |
| 439290 | 2012 UB140             | 10 d'octubre de 2012   | Mount Lemmon         | Mt. Lemmon Survey |
| 439291 | 2012 UJ145             | 28 de setembre de 2009 | Kitt Peak            | Spacewatch        |
| 439292 | 2012 UK151             | 5 de desembre de 2008  | Mount Lemmon         | Mt. Lemmon Survey |
| 439293 | 2012 UQ160             | 28 de maig de 2008     | Mount Lemmon         | Mt. Lemmon Survey |
| 439294 | 2012 UG164             | 10 d'agost de 2007     | Kitt Peak            | Spacewatch        |
| 439295 | 2012 UC168             | 7 d'octubre de 2008    | Mount Lemmon         | Mt. Lemmon Survey |
| 439296 | 2012 UZ168             | 5 d'octubre de 2005    | Catalina             | CSS               |
| 439297 | 2012 VG12              | 15 de març de 2007     | Mount Lemmon         | Mt. Lemmon Survey |
| 439298 | 2012 VL17              | 7 de juny de 2010      | WISE                 | WISE              |
| 439299 | 2012 VH18              | 1 de desembre de 2008  | Kitt Peak            | Spacewatch        |
| 439300 | 2012 VD21              | 22 de desembre de 2008 | Kitt Peak            | Spacewatch        |

## 439301– 439400
| Nom    | Designació provisional | Data de descobriment   | Lloc de descobriment | Descobridor/s                                             |
| ------ | ---------------------- | ---------------------- | -------------------- | --------------------------------------------------------- |
| 439301 | 2012 VV26              | 4 de setembre de 2008  | Kitt Peak            | Spacewatch                                                |
| 439302 | 2012 VZ30              | 23 de gener de 2006    | Kitt Peak            | Spacewatch                                                |
| 439303 | 2012 VJ34              | 18 de març de 2010     | Mount Lemmon         | Mt. Lemmon Survey                                         |
| 439304 | 2012 VV35              | 10 d'octubre de 2007   | Catalina             | CSS                                                       |
| 439305 | 2012 VD42              | 5 de novembre de 2007  | Kitt Peak            | Spacewatch                                                |
| 439306 | 2012 VA47              | 23 de setembre de 2008 | Kitt Peak            | Spacewatch                                                |
| 439307 | 2012 VG58              | 2 de desembre de 2008  | Mount Lemmon         | Mt. Lemmon Survey                                         |
| 439308 | 2012 VS58              | 30 de novembre de 2008 | Mount Lemmon         | Mt. Lemmon Survey                                         |
| 439309 | 2012 VC64              | 28 de maig de 2008     | Mount Lemmon         | Mt. Lemmon Survey                                         |
| 439310 | 2012 VH65              | 21 de març de 2010     | Mount Lemmon         | Mt. Lemmon Survey                                         |
| 439311 | 2012 VB75              | 18 de setembre de 2007 | Kitt Peak            | Spacewatch                                                |
| 439312 | 2012 VH80              | 20 d'octubre de 2006   | Kitt Peak            | Spacewatch                                                |
| 439313 | 2012 VE82              | 12 de novembre de 2012 | Haleakala            | Pan-STARRS 1                                              |
| 439314 | 2012 VG85              | 14 d'abril de 2007     | Kitt Peak            | Spacewatch                                                |
| 439315 | 2012 VL87              | 23 de setembre de 2008 | Kitt Peak            | Spacewatch                                                |
| 439316 | 2012 VB91              | 19 d'octubre de 2003   | Kitt Peak            | Spacewatch                                                |
| 439317 | 2012 VE92              | 4 de novembre de 2012  | Kitt Peak            | Spacewatch                                                |
| 439318 | 2012 VS93              | 7 de novembre de 2007  | Mount Lemmon         | Mt. Lemmon Survey                                         |
| 439319 | 2012 VG101             | 23 d'agost de 2007     | Kitt Peak            | Spacewatch                                                |
| 439320 | 2012 VM102             | 19 d'abril de 2006     | Mount Lemmon         | Mt. Lemmon Survey                                         |
| 439321 | 2012 VA107             | 20 de setembre de 2003 | Kitt Peak            | Spacewatch                                                |
| 439322 | 2012 VL107             | 21 de setembre de 2008 | Catalina             | CSS                                                       |
| 439323 | 2012 VW107             | 12 de gener de 2008    | Mount Lemmon         | Mt. Lemmon Survey                                         |
| 439324 | 2012 VO109             | 1 de novembre de 2008  | Mount Lemmon         | Mt. Lemmon Survey                                         |
| 439325 | 2012 WY2               | 10 de novembre de 2005 | Mount Lemmon         | Mt. Lemmon Survey                                         |
| 439326 | 2012 WS6               | 15 d'abril de 2007     | Kitt Peak            | Spacewatch                                                |
| 439327 | 2012 WE9               | 22 de novembre de 2008 | Kitt Peak            | Spacewatch                                                |
| 439328 | 2012 WA16              | 11 d'octubre de 2004   | Kitt Peak            | Spacewatch                                                |
| 439329 | 2012 WQ16              | 19 de novembre de 2003 | Kitt Peak            | Spacewatch                                                |
| 439330 | 2012 WR16              | 22 de novembre de 2012 | Kitt Peak            | Spacewatch                                                |
| 439331 | 2012 WU16              | 23 d'octubre de 2006   | Catalina             | CSS                                                       |
| 439332 | 2012 WE22              | 30 de novembre de 2003 | Kitt Peak            | Spacewatch                                                |
| 439333 | 2012 WH25              | 3 de novembre de 2007  | Kitt Peak            | Spacewatch                                                |
| 439334 | 2012 WS27              | 25 de desembre de 2005 | Mount Lemmon         | Mt. Lemmon Survey                                         |
| 439335 | 2012 WM35              | 15 de setembre de 2007 | Mount Lemmon         | Mt. Lemmon Survey                                         |
| 439336 | 2012 WP35              | 3 de desembre de 2007  | Kitt Peak            | Spacewatch                                                |
| 439337 | 2012 XM                | 29 de novembre de 2005 | Kitt Peak            | Spacewatch                                                |
| 439338 | 2012 XU7               | 16 de novembre de 2001 | Kitt Peak            | Spacewatch                                                |
| 439339 | 2012 XB9               | 23 d'octubre de 2012   | Mount Lemmon         | Mt. Lemmon Survey                                         |
| 439340 | 2012 XE9               | 28 d'octubre de 2008   | Mount Lemmon         | Mt. Lemmon Survey                                         |
| 439341 | 2012 XM12              | 30 de gener de 2008    | Mount Lemmon         | Mt. Lemmon Survey                                         |
| 439342 | 2012 XY12              | 19 de setembre de 1973 | Palomar              | van Houten, C. J., van Houten-Groeneveld, I., Gehrels, T. |
| 439343 | 2012 XD19              | 26 de desembre de 2005 | Kitt Peak            | Spacewatch                                                |
| 439344 | 2012 XE20              | 30 de maig de 1997     | Kitt Peak            | Spacewatch                                                |
| 439345 | 2012 XD22              | 7 de novembre de 2012  | Kitt Peak            | Spacewatch                                                |
| 439346 | 2012 XS28              | 4 de desembre de 2007  | Mount Lemmon         | Mt. Lemmon Survey                                         |
| 439347 | 2012 XR32              | 7 d'octubre de 2008    | Mount Lemmon         | Mt. Lemmon Survey                                         |
| 439348 | 2012 XS41              | 3 de desembre de 2012  | Mount Lemmon         | Mt. Lemmon Survey                                         |
| 439349 | 2012 XR57              | 23 d'octubre de 2003   | Kitt Peak            | Spacewatch                                                |
| 439350 | 2012 XB61              | 4 de desembre de 2012  | Mount Lemmon         | Mt. Lemmon Survey                                         |
| 439351 | 2012 XN63              | 28 de març de 2009     | Catalina             | CSS                                                       |
| 439352 | 2012 XU82              | 21 de gener de 2010    | WISE                 | WISE                                                      |
| 439353 | 2012 XU84              | 6 de juny de 2011      | Mount Lemmon         | Mt. Lemmon Survey                                         |
| 439354 | 2012 XM95              | 16 de març de 2010     | Mount Lemmon         | Mt. Lemmon Survey                                         |
| 439355 | 2012 XT116             | 19 d'octubre de 2006   | Mount Lemmon         | Mt. Lemmon Survey                                         |
| 439356 | 2012 XY122             | 16 de març de 2010     | Catalina             | CSS                                                       |
| 439357 | 2012 XC124             | 5 de juny de 2011      | Mount Lemmon         | Mt. Lemmon Survey                                         |
| 439358 | 2012 XH135             | 4 de desembre de 2007  | Mount Lemmon         | Mt. Lemmon Survey                                         |
| 439359 | 2012 XQ135             | 1 d'octubre de 2008    | Catalina             | CSS                                                       |
| 439360 | 2012 XY137             | 25 de novembre de 2012 | Kitt Peak            | Spacewatch                                                |
| 439361 | 2012 XO138             | 28 de desembre de 2005 | Kitt Peak            | Spacewatch                                                |
| 439362 | 2012 XW153             | 26 de novembre de 2012 | Mount Lemmon         | Mt. Lemmon Survey                                         |
| 439363 | 2012 XY154             | 13 d'octubre de 2004   | Socorro              | LINEAR                                                    |
| 439364 | 2012 YP8               | 20 de novembre de 2006 | Siding Spring        | Siding Spring Survey                                      |
| 439365 | 2012 YB9               | 7 de gener de 2000     | Kitt Peak            | Spacewatch                                                |
| 439366 | 2013 AR1               | 4 de novembre de 2012  | Catalina             | CSS                                                       |
| 439367 | 2013 AW4               | 12 de febrer de 2008   | Mount Lemmon         | Mt. Lemmon Survey                                         |
| 439368 | 2013 AU7               | 3 de juliol de 2005    | Mount Lemmon         | Mt. Lemmon Survey                                         |
| 439369 | 2013 AP8               | 15 de març de 2004     | Kitt Peak            | Spacewatch                                                |
| 439370 | 2013 AA9               | 19 de novembre de 2006 | Catalina             | CSS                                                       |
| 439371 | 2013 AV9               | 13 de desembre de 2012 | Mount Lemmon         | Mt. Lemmon Survey                                         |
| 439372 | 2013 AL10              | 16 de novembre de 2006 | Catalina             | CSS                                                       |
| 439373 | 2013 AS12              | 8 de maig de 2010      | WISE                 | WISE                                                      |
| 439374 | 2013 AO25              | 26 de novembre de 2012 | Mount Lemmon         | Mt. Lemmon Survey                                         |
| 439375 | 2013 AS25              | 25 de novembre de 2006 | Mount Lemmon         | Mt. Lemmon Survey                                         |
| 439376 | 2013 AZ63              | 12 d'abril de 2008     | Catalina             | CSS                                                       |
| 439377 | 2013 AQ69              | 13 de setembre de 2005 | Kitt Peak            | Spacewatch                                                |
| 439378 | 2013 AE74              | 19 d'octubre de 2007   | Catalina             | CSS                                                       |
| 439379 | 2013 AO78              | 16 de febrer de 2004   | Kitt Peak            | Spacewatch                                                |
| 439380 | 2013 AK83              | 12 de març de 2002     | Kitt Peak            | Spacewatch                                                |
| 439381 | 2013 AP91              | 9 d'octubre de 2007    | Kitt Peak            | Spacewatch                                                |
| 439382 | 2013 AV91              | 4 de gener de 2013     | Kitt Peak            | Spacewatch                                                |
| 439383 | 2013 AV93              | 9 de juliol de 2005    | Kitt Peak            | Spacewatch                                                |
| 439384 | 2013 AP96              | 27 de gener de 2000    | Kitt Peak            | Spacewatch                                                |
| 439385 | 2013 AJ109             | 29 d'abril de 2009     | Mount Lemmon         | Mt. Lemmon Survey                                         |
| 439386 | 2013 AB110             | 29 de febrer de 2008   | Siding Spring        | Siding Spring Survey                                      |
| 439387 | 2013 AO112             | 9 de gener de 2002     | Socorro              | LINEAR                                                    |
| 439388 | 2013 AE118             | 8 de febrer de 2008    | Catalina             | CSS                                                       |
| 439389 | 2013 AM118             | 1 de març de 2008      | Mount Lemmon         | Mt. Lemmon Survey                                         |
| 439390 | 2013 AF124             | 25 de febrer de 2006   | Kitt Peak            | Spacewatch                                                |
| 439391 | 2013 AU129             | 31 d'agost de 2011     | Siding Spring        | Siding Spring Survey                                      |
| 439392 | 2013 AX129             | 21 de novembre de 2007 | Mount Lemmon         | Mt. Lemmon Survey                                         |
| 439393 | 2013 AN130             | 1 de novembre de 2007  | Kitt Peak            | Spacewatch                                                |
| 439394 | 2013 AZ130             | 12 de novembre de 2007 | Mount Lemmon         | Mt. Lemmon Survey                                         |
| 439395 | 2013 AZ150             | 30 de setembre de 1997 | Kitt Peak            | Spacewatch                                                |
| 439396 | 2013 AY165             | 17 d'octubre de 2011   | Kitt Peak            | Spacewatch                                                |
| 439397 | 2013 AL166             | 8 de febrer de 2008    | Kitt Peak            | Spacewatch                                                |
| 439398 | 2013 BO11              | 26 de setembre de 2006 | Mount Lemmon         | Mt. Lemmon Survey                                         |
| 439399 | 2013 BC14              | 5 de desembre de 2007  | Catalina             | CSS                                                       |
| 439400 | 2013 BZ29              | 17 de desembre de 2003 | Kitt Peak            | Spacewatch                                                |

## 439401– 439500
| Nom    | Designació provisional | Data de descobriment   | Lloc de descobriment | Descobridor/s        |
| ------ | ---------------------- | ---------------------- | -------------------- | -------------------- |
| 439401 | 2013 BT40              | 16 de desembre de 2006 | Kitt Peak            | Spacewatch           |
| 439402 | 2013 BA46              | 8 de desembre de 2010  | Catalina             | CSS                  |
| 439403 | 2013 BE46              | 2 de desembre de 2005  | Mount Lemmon         | Mt. Lemmon Survey    |
| 439404 | 2013 BQ56              | 31 de desembre de 2007 | Mount Lemmon         | Mt. Lemmon Survey    |
| 439405 | 2013 BQ66              | 20 de gener de 2013    | Kitt Peak            | Spacewatch           |
| 439406 | 2013 BV69              | 24 de setembre de 2006 | Kitt Peak            | Spacewatch           |
| 439407 | 2013 BG76              | 19 d'octubre de 2007   | Catalina             | CSS                  |
| 439408 | 2013 CF17              | 1 de febrer de 2013    | Kitt Peak            | Spacewatch           |
| 439409 | 2013 CL20              | 31 de desembre de 2007 | Mount Lemmon         | Mt. Lemmon Survey    |
| 439410 | 2013 CU30              | 18 de febrer de 2008   | Mount Lemmon         | Mt. Lemmon Survey    |
| 439411 | 2013 CD43              | 19 de gener de 2013    | Kitt Peak            | Spacewatch           |
| 439412 | 2013 CE55              | 11 de març de 2008     | Mount Lemmon         | Mt. Lemmon Survey    |
| 439413 | 2013 CY63              | 28 de febrer de 2008   | Kitt Peak            | Spacewatch           |
| 439414 | 2013 CM66              | 28 de febrer de 2008   | Kitt Peak            | Spacewatch           |
| 439415 | 2013 CO71              | 25 d'agost de 2004     | Kitt Peak            | Spacewatch           |
| 439416 | 2013 CB76              | 2 d'abril de 2009      | Mount Lemmon         | Mt. Lemmon Survey    |
| 439417 | 2013 CN86              | 4 de febrer de 2000    | Kitt Peak            | Spacewatch           |
| 439418 | 2013 CP101             | 29 de febrer de 2008   | Kitt Peak            | Spacewatch           |
| 439419 | 2013 CZ110             | 20 de gener de 2013    | Kitt Peak            | Spacewatch           |
| 439420 | 2013 CZ150             | 14 de febrer de 2013   | Kitt Peak            | Spacewatch           |
| 439421 | 2013 CD202             | 11 de gener de 2008    | Mount Lemmon         | Mt. Lemmon Survey    |
| 439422 | 2013 DA12              | 22 d'octubre de 2005   | Kitt Peak            | Spacewatch           |
| 439423 | 2013 DT13              | 1 d'octubre de 2005    | Anderson Mesa        | LONEOS               |
| 439424 | 2013 EP1               | 18 d'agost de 2006     | Kitt Peak            | Spacewatch           |
| 439425 | 2013 EJ6               | 28 d'octubre de 2005   | Kitt Peak            | Spacewatch           |
| 439426 | 2013 EL12              | 9 de març de 2007      | Mount Lemmon         | Mt. Lemmon Survey    |
| 439427 | 2013 EL60              | 26 de setembre de 2005 | Kitt Peak            | Spacewatch           |
| 439428 | 2013 EG77              | 18 de juliol de 2010   | WISE                 | WISE                 |
| 439429 | 2013 FS17              | 17 de setembre de 2004 | Kitt Peak            | Spacewatch           |
| 439430 | 2013 FD21              | 5 d'octubre de 2004    | Kitt Peak            | Spacewatch           |
| 439431 | 2013 GG1               | 31 de març de 2008     | Mount Lemmon         | Mt. Lemmon Survey    |
| 439432 | 2013 GF14              | 6 de febrer de 1995    | Kitt Peak            | Spacewatch           |
| 439433 | 2013 GM17              | 17 de febrer de 2007   | Catalina             | CSS                  |
| 439434 | 2013 GE37              | 8 de maig de 2005      | Kitt Peak            | Spacewatch           |
| 439435 | 2013 GR84              | 27 de desembre de 2005 | Kitt Peak            | Spacewatch           |
| 439436 | 2013 HK12              | 7 de gener de 2006     | Mount Lemmon         | Mt. Lemmon Survey    |
| 439437 | 2013 NK4               | 1 de juliol de 2013    | Siding Spring        | Siding Spring Survey |
| 439438 | 2013 PP73              | 30 de desembre de 2008 | Catalina             | CSS                  |
| 439439 | 2013 TJ81              | 20 d'abril de 2010     | Mount Lemmon         | Mt. Lemmon Survey    |
| 439440 | 2013 UO                | 6 de juny de 2002      | Socorro              | LINEAR               |
| 439441 | 2013 UV1               | 2 de gener de 2009     | Catalina             | CSS                  |
| 439442 | 2013 VR16              | 15 de setembre de 2013 | Mount Lemmon         | Mt. Lemmon Survey    |
| 439443 | 2013 WX3               | 21 de novembre de 2000 | Socorro              | LINEAR               |
| 439444 | 2013 WV24              | 22 de desembre de 2008 | Kitt Peak            | Spacewatch           |
| 439445 | 2013 WF44              | 26 de març de 2010     | WISE                 | WISE                 |
| 439446 | 2013 WP81              | 30 de gener de 2009    | Catalina             | CSS                  |
| 439447 | 2013 XQ4               | 1 d'octubre de 2006    | Kitt Peak            | Spacewatch           |
| 439448 | 2013 XT18              | 16 d'abril de 2004     | Kitt Peak            | Spacewatch           |
| 439449 | 2013 XS20              | 24 de setembre de 2009 | Mount Lemmon         | Mt. Lemmon Survey    |
| 439450 | 2013 XN23              | 13 de desembre de 2013 | Mount Lemmon         | Mt. Lemmon Survey    |
| 439451 | 2013 XK25              | 21 d'octubre de 2006   | Mount Lemmon         | Mt. Lemmon Survey    |
| 439452 | 2013 YB3               | 30 de desembre de 2000 | Socorro              | LINEAR               |
| 439453 | 2013 YD5               | 4 de desembre de 2008  | Mount Lemmon         | Mt. Lemmon Survey    |
| 439454 | 2013 YO8               | 9 de febrer de 2005    | Mount Lemmon         | Mt. Lemmon Survey    |
| 439455 | 2013 YF16              | 21 d'octubre de 2009   | Mount Lemmon         | Mt. Lemmon Survey    |
| 439456 | 2013 YH18              | 25 de desembre de 2013 | Kitt Peak            | Spacewatch           |
| 439457 | 2013 YK28              | 22 de febrer de 2007   | Kitt Peak            | Spacewatch           |
| 439458 | 2013 YE31              | 6 de gener de 2002     | Anderson Mesa        | LONEOS               |
| 439459 | 2013 YT34              | 2 d'abril de 2006      | Kitt Peak            | Spacewatch           |
| 439460 | 2013 YZ34              | 23 de gener de 2006    | Catalina             | CSS                  |
| 439461 | 2013 YP35              | 17 d'abril de 2007     | Catalina             | CSS                  |
| 439462 | 2013 YX42              | 15 de gener de 2010    | WISE                 | WISE                 |
| 439463 | 2013 YO44              | 12 d'octubre de 2009   | Mount Lemmon         | Mt. Lemmon Survey    |
| 439464 | 2013 YM45              | 4 de gener de 2010     | Kitt Peak            | Spacewatch           |
| 439465 | 2013 YW47              | 29 de desembre de 2008 | Mount Lemmon         | Mt. Lemmon Survey    |
| 439466 | 2013 YT54              | 28 de juliol de 2008   | Catalina             | CSS                  |
| 439467 | 2013 YW54              | 12 d'agost de 2012     | Kitt Peak            | Spacewatch           |
| 439468 | 2013 YD61              | 20 de desembre de 2009 | Mount Lemmon         | Mt. Lemmon Survey    |
| 439469 | 2013 YF64              | 18 de novembre de 2009 | Kitt Peak            | Spacewatch           |
| 439470 | 2013 YM64              | 1 d'octubre de 2003    | Kitt Peak            | Spacewatch           |
| 439471 | 2013 YE73              | 18 de novembre de 2006 | Mount Lemmon         | Mt. Lemmon Survey    |
| 439472 | 2013 YJ74              | 26 d'octubre de 2009   | Mount Lemmon         | Mt. Lemmon Survey    |
| 439473 | 2013 YF83              | 20 d'octubre de 2008   | Kitt Peak            | Spacewatch           |
| 439474 | 2013 YO84              | 15 d'octubre de 2012   | Mount Lemmon         | Mt. Lemmon Survey    |
| 439475 | 2013 YZ86              | 31 d'octubre de 2013   | Mount Lemmon         | Mt. Lemmon Survey    |
| 439476 | 2013 YM90              | 11 de març de 2007     | Mount Lemmon         | Mt. Lemmon Survey    |
| 439477 | 2013 YO90              | 23 de maig de 2011     | Mount Lemmon         | Mt. Lemmon Survey    |
| 439478 | 2013 YW92              | 4 de novembre de 2004  | Kitt Peak            | Spacewatch           |
| 439479 | 2013 YA93              | 22 de novembre de 2006 | Mount Lemmon         | Mt. Lemmon Survey    |
| 439480 | 2013 YF94              | 6 d'octubre de 2000    | Kitt Peak            | Spacewatch           |
| 439481 | 2013 YJ95              | 17 de novembre de 2009 | Mount Lemmon         | Mt. Lemmon Survey    |
| 439482 | 2013 YT105             | 9 de novembre de 2007  | Mount Lemmon         | Mt. Lemmon Survey    |
| 439483 | 2013 YN111             | 17 de setembre de 2010 | Socorro              | LINEAR               |
| 439484 | 2013 YZ111             | 6 de gener de 2005     | Socorro              | LINEAR               |
| 439485 | 2013 YS113             | 22 de desembre de 2008 | Kitt Peak            | Spacewatch           |
| 439486 | 2013 YX113             | 27 de setembre de 2006 | Kitt Peak            | Spacewatch           |
| 439487 | 2013 YN115             | 18 d'agost de 2006     | Kitt Peak            | Spacewatch           |
| 439488 | 2013 YB116             | 28 de gener de 2006    | Kitt Peak            | Spacewatch           |
| 439489 | 2013 YZ123             | 9 de juny de 2011      | Mount Lemmon         | Mt. Lemmon Survey    |
| 439490 | 2013 YW125             | 27 de setembre de 2008 | Mount Lemmon         | Mt. Lemmon Survey    |
| 439491 | 2013 YW147             | 28 d'octubre de 2008   | Mount Lemmon         | Mt. Lemmon Survey    |
| 439492 | 2013 YY147             | 27 de desembre de 2006 | Mount Lemmon         | Mt. Lemmon Survey    |
| 439493 | 2013 YU149             | 20 de desembre de 2009 | Kitt Peak            | Spacewatch           |
| 439494 | 2014 AR8               | 22 de febrer de 2003   | Anderson Mesa        | LONEOS               |
| 439495 | 2014 AS11              | 11 d'abril de 2010     | WISE                 | WISE                 |
| 439496 | 2014 AL14              | 26 de setembre de 2006 | Socorro              | LINEAR               |
| 439497 | 2014 AD18              | 25 d'abril de 2006     | Kitt Peak            | Spacewatch           |
| 439498 | 2014 AN19              | 29 d'agost de 2006     | Kitt Peak            | Spacewatch           |
| 439499 | 2014 AK28              | 19 d'octubre de 2012   | Mount Lemmon         | Mt. Lemmon Survey    |
| 439500 | 2014 AX37              | 27 de març de 2008     | Kitt Peak            | Spacewatch           |

## 439501– 439600
| Nom    | Designació provisional | Data de descobriment   | Lloc de descobriment | Descobridor/s          |
| ------ | ---------------------- | ---------------------- | -------------------- | ---------------------- |
| 439501 | 2014 AR42              | 26 d'octubre de 2008   | Mount Lemmon         | Mt. Lemmon Survey      |
| 439502 | 2014 AB46              | 21 de gener de 2006    | Siding Spring        | Siding Spring Survey   |
| 439503 | 2014 AA48              | 17 de gener de 2005    | Socorro              | LINEAR                 |
| 439504 | 2014 AV53              | 20 de desembre de 2004 | Mount Lemmon         | Mt. Lemmon Survey      |
| 439505 | 2014 BD8               | 4 de gener de 2010     | Kitt Peak            | Spacewatch             |
| 439506 | 2014 BU11              | 2 d'abril de 2011      | Kitt Peak            | Spacewatch             |
| 439507 | 2014 BV13              | 8 de novembre de 2007  | Mount Lemmon         | Mt. Lemmon Survey      |
| 439508 | 2014 BX13              | 18 de desembre de 2003 | Kitt Peak            | Spacewatch             |
| 439509 | 2014 BS22              | 29 de juliol de 2008   | Mount Lemmon         | Mt. Lemmon Survey      |
| 439510 | 2014 BS26              | 27 de gener de 2007    | Mount Lemmon         | Mt. Lemmon Survey      |
| 439511 | 2014 BC28              | 30 de març de 2004     | Kitt Peak            | Spacewatch             |
| 439512 | 2014 BY30              | 25 d'agost de 2012     | Kitt Peak            | Spacewatch             |
| 439513 | 2014 BT31              | 20 de novembre de 2008 | Mount Lemmon         | Mt. Lemmon Survey      |
| 439514 | 2014 BV31              | 23 de setembre de 2008 | Mount Lemmon         | Mt. Lemmon Survey      |
| 439515 | 2014 BH37              | 30 de desembre de 2008 | Mount Lemmon         | Mt. Lemmon Survey      |
| 439516 | 2014 BM37              | 11 d'octubre de 2007   | Kitt Peak            | Spacewatch             |
| 439517 | 2014 BO39              | 8 de febrer de 2007    | Mount Lemmon         | Mt. Lemmon Survey      |
| 439518 | 2014 BL41              | 19 de desembre de 2009 | Mount Lemmon         | Mt. Lemmon Survey      |
| 439519 | 2014 BD42              | 6 de setembre de 2008  | Mount Lemmon         | Mt. Lemmon Survey      |
| 439520 | 2014 BQ42              | 16 de gener de 2005    | Kitt Peak            | Spacewatch             |
| 439521 | 2014 BW46              | 20 de desembre de 2004 | Mount Lemmon         | Mt. Lemmon Survey      |
| 439522 | 2014 BP47              | 17 de gener de 2005    | Kitt Peak            | Spacewatch             |
| 439523 | 2014 BZ48              | 6 d'abril de 2010      | Catalina             | CSS                    |
| 439524 | 2014 BE51              | 7 de maig de 2010      | WISE                 | WISE                   |
| 439525 | 2014 BX53              | 25 de desembre de 2005 | Kitt Peak            | Spacewatch             |
| 439526 | 2014 BK60              | 5 de gener de 2000     | Socorro              | LINEAR                 |
| 439527 | 2014 BZ60              | 23 de setembre de 2008 | Catalina             | CSS                    |
| 439528 | 2014 BH61              | 9 de març de 2006      | Kitt Peak            | Spacewatch             |
| 439529 | 2014 BO64              | 23 d'agost de 2007     | Siding Spring        | Siding Spring Survey   |
| 439530 | 2014 CO                | 25 de desembre de 2005 | Kitt Peak            | Spacewatch             |
| 439531 | 2014 CX1               | 12 de setembre de 2004 | Kitt Peak            | Spacewatch             |
| 439532 | 2014 CW2               | 2 de febrer de 2005    | Kitt Peak            | Spacewatch             |
| 439533 | 2014 CA9               | 18 de març de 2004     | Kitt Peak            | Spacewatch             |
| 439534 | 2014 CR11              | 6 de gener de 2010     | Kitt Peak            | Spacewatch             |
| 439535 | 2014 CH15              | 4 de setembre de 2007  | Mount Lemmon         | Mt. Lemmon Survey      |
| 439536 | 2014 CH16              | 23 de febrer de 2007   | Mount Lemmon         | Mt. Lemmon Survey      |
| 439537 | 2014 DO                | 25 de març de 2006     | Kitt Peak            | Spacewatch             |
| 439538 | 2014 DY                | 25 de juny de 2011     | Mount Lemmon         | Mt. Lemmon Survey      |
| 439539 | 2014 DW1               | 23 de març de 2006     | Kitt Peak            | Spacewatch             |
| 439540 | 2014 DZ1               | 27 de juny de 1998     | Kitt Peak            | Spacewatch             |
| 439541 | 2014 DV3               | 12 d'abril de 2010     | Mount Lemmon         | Mt. Lemmon Survey      |
| 439542 | 2014 DV4               | 25 d'octubre de 2005   | Mount Lemmon         | Mt. Lemmon Survey      |
| 439543 | 2014 DJ5               | 30 de setembre de 2005 | Mount Lemmon         | Mt. Lemmon Survey      |
| 439544 | 2014 DT5               | 11 de desembre de 2004 | Kitt Peak            | Spacewatch             |
| 439545 | 2014 DR11              | 25 d'octubre de 2012   | Mount Lemmon         | Mt. Lemmon Survey      |
| 439546 | 2014 DS13              | 18 de juny de 2005     | Mount Lemmon         | Mt. Lemmon Survey      |
| 439547 | 2014 DO16              | 18 de gener de 2008    | Kitt Peak            | Spacewatch             |
| 439548 | 2014 DP18              | 25 d'octubre de 2005   | Kitt Peak            | Spacewatch             |
| 439549 | 2014 DA26              | 12 d'abril de 2010     | Mount Lemmon         | Mt. Lemmon Survey      |
| 439550 | 2014 DG26              | 12 de gener de 2010    | Mount Lemmon         | Mt. Lemmon Survey      |
| 439551 | 2014 DZ27              | 11 de gener de 2003    | Kitt Peak            | Spacewatch             |
| 439552 | 2014 DA32              | 7 de març de 2003      | Anderson Mesa        | LONEOS                 |
| 439553 | 2014 DC35              | 29 de febrer de 2004   | Kitt Peak            | Spacewatch             |
| 439554 | 2014 DZ35              | 18 de juny de 2005     | Mount Lemmon         | Mt. Lemmon Survey      |
| 439555 | 2014 DJ37              | 3 de desembre de 2007  | Kitt Peak            | Spacewatch             |
| 439556 | 2014 DC46              | 9 de juliol de 2005    | Kitt Peak            | Spacewatch             |
| 439557 | 2014 DQ50              | 11 de novembre de 2007 | Mount Lemmon         | Mt. Lemmon Survey      |
| 439558 | 2014 DM56              | 12 de febrer de 2008   | Kitt Peak            | Spacewatch             |
| 439559 | 2014 DM57              | 2 de febrer de 2005    | Kitt Peak            | Spacewatch             |
| 439560 | 2014 DY58              | 30 de gener de 2009    | Kitt Peak            | Spacewatch             |
| 439561 | 2014 DE61              | 30 d'octubre de 2007   | Mount Lemmon         | Mt. Lemmon Survey      |
| 439562 | 2014 DR72              | 19 de març de 2010     | XuYi                 | PMO NEO Survey Program |
| 439563 | 2014 DC73              | 22 de maig de 2003     | Kitt Peak            | Spacewatch             |
| 439564 | 2014 DM78              | 9 de febrer de 2008    | Kitt Peak            | Spacewatch             |
| 439565 | 2014 DR80              | 23 de setembre de 2008 | Kitt Peak            | Spacewatch             |
| 439566 | 2014 DX80              | 1 d'abril de 2009      | Mount Lemmon         | Mt. Lemmon Survey      |
| 439567 | 2014 DS84              | 28 d'agost de 2005     | Kitt Peak            | Spacewatch             |
| 439568 | 2014 DL85              | 8 de març de 2005      | Mount Lemmon         | Mt. Lemmon Survey      |
| 439569 | 2014 DH89              | 2 de febrer de 2005    | Kitt Peak            | Spacewatch             |
| 439570 | 2014 DK89              | 11 d'octubre de 2001   | Kitt Peak            | Spacewatch             |
| 439571 | 2014 DP89              | 10 de març de 2005     | Kitt Peak            | Spacewatch             |
| 439572 | 2014 DP90              | 13 de setembre de 2007 | Mount Lemmon         | Mt. Lemmon Survey      |
| 439573 | 2014 DK95              | 13 d'octubre de 2002   | Kitt Peak            | Spacewatch             |
| 439574 | 2014 DF98              | 14 de setembre de 2007 | Mount Lemmon         | Mt. Lemmon Survey      |
| 439575 | 2014 DM98              | 12 de setembre de 2007 | Kitt Peak            | Spacewatch             |
| 439576 | 2014 DX99              | 3 de juny de 2006      | Mount Lemmon         | Mt. Lemmon Survey      |
| 439577 | 2014 DP103             | 8 de març de 2005      | Anderson Mesa        | LONEOS                 |
| 439578 | 2014 DL105             | 14 de maig de 2005     | Kitt Peak            | Spacewatch             |
| 439579 | 2014 DQ105             | 4 de juliol de 2010    | WISE                 | WISE                   |
| 439580 | 2014 DH108             | 19 de febrer de 2010   | Kitt Peak            | Spacewatch             |
| 439581 | 2014 DQ108             | 14 d'abril de 2005     | Kitt Peak            | Spacewatch             |
| 439582 | 2014 DS108             | 13 de setembre de 2005 | Kitt Peak            | Spacewatch             |
| 439583 | 2014 DP110             | 29 de desembre de 2008 | Mount Lemmon         | Mt. Lemmon Survey      |
| 439584 | 2014 DH113             | 16 d'octubre de 2007   | Mount Lemmon         | Mt. Lemmon Survey      |
| 439585 | 2014 DZ115             | 19 de març de 2009     | Kitt Peak            | Spacewatch             |
| 439586 | 2014 DJ116             | 26 de gener de 2006    | Mount Lemmon         | Mt. Lemmon Survey      |
| 439587 | 2014 DN118             | 22 d'abril de 2007     | Kitt Peak            | Spacewatch             |
| 439588 | 2014 DQ118             | 19 d'abril de 2009     | Kitt Peak            | Spacewatch             |
| 439589 | 2014 DM122             | 25 de juliol de 2006   | Mount Lemmon         | Mt. Lemmon Survey      |
| 439590 | 2014 DN122             | 24 d'agost de 2007     | Kitt Peak            | Spacewatch             |
| 439591 | 2014 DA123             | 18 de març de 2010     | Mount Lemmon         | Mt. Lemmon Survey      |
| 439592 | 2014 DH125             | 21 de desembre de 2008 | Mount Lemmon         | Mt. Lemmon Survey      |
| 439593 | 2014 DQ132             | 31 de març de 2003     | Kitt Peak            | Spacewatch             |
| 439594 | 2014 DS133             | 26 de gener de 2006    | Kitt Peak            | Spacewatch             |
| 439595 | 2014 DW137             | 28 de febrer de 2008   | Kitt Peak            | Spacewatch             |
| 439596 | 2014 DL140             | 30 de desembre de 2008 | Kitt Peak            | Spacewatch             |
| 439597 | 2014 EC6               | 24 de febrer de 2009   | Kitt Peak            | Spacewatch             |
| 439598 | 2014 EZ14              | 9 de febrer de 1999    | Kitt Peak            | Spacewatch             |
| 439599 | 2014 EJ15              | 19 d'octubre de 2003   | Kitt Peak            | Spacewatch             |
| 439600 | 2014 ET15              | 2 de març de 2009      | Mount Lemmon         | Mt. Lemmon Survey      |

## 439601– 439700
| Nom    | Designació provisional | Data de descobriment   | Lloc de descobriment | Descobridor/s          |
| ------ | ---------------------- | ---------------------- | -------------------- | ---------------------- |
| 439601 | 2014 ES17              | 17 de març de 2004     | Kitt Peak            | Spacewatch             |
| 439602 | 2014 ES19              | 2 de febrer de 2006    | Mount Lemmon         | Mt. Lemmon Survey      |
| 439603 | 2014 EZ21              | 12 de setembre de 2007 | Kitt Peak            | Spacewatch             |
| 439604 | 2014 EF23              | 12 de setembre de 2007 | Mount Lemmon         | Mt. Lemmon Survey      |
| 439605 | 2014 EH23              | 15 de setembre de 2006 | Kitt Peak            | Spacewatch             |
| 439606 | 2014 EE24              | 31 de desembre de 2002 | Socorro              | LINEAR                 |
| 439607 | 2014 EE25              | 1 de novembre de 2008  | Mount Lemmon         | Mt. Lemmon Survey      |
| 439608 | 2014 EC27              | 22 de desembre de 2008 | Kitt Peak            | Spacewatch             |
| 439609 | 2014 EZ27              | 17 de febrer de 2007   | Catalina             | CSS                    |
| 439610 | 2014 EL32              | 12 de març de 2005     | Kitt Peak            | Spacewatch             |
| 439611 | 2014 EQ32              | 19 de gener de 2008    | Mount Lemmon         | Mt. Lemmon Survey      |
| 439612 | 2014 EU32              | 21 de febrer de 2007   | Kitt Peak            | Spacewatch             |
| 439613 | 2014 EF35              | 19 de febrer de 2001   | Anderson Mesa        | LONEOS                 |
| 439614 | 2014 EA39              | 15 de setembre de 2012 | Catalina             | CSS                    |
| 439615 | 2014 EX44              | 20 de maig de 2006     | Kitt Peak            | Spacewatch             |
| 439616 | 2014 ER45              | 19 de gener de 2004    | Kitt Peak            | Spacewatch             |
| 439617 | 2014 EC46              | 29 d'agost de 2005     | Kitt Peak            | Spacewatch             |
| 439618 | 2014 EO46              | 9 de febrer de 2008    | Mount Lemmon         | Mt. Lemmon Survey      |
| 439619 | 2014 EJ48              | 2 de desembre de 2012  | Catalina             | CSS                    |
| 439620 | 2014 EH49              | 6 de desembre de 2007  | Kitt Peak            | Spacewatch             |
| 439621 | 2014 FZ3               | 30 de desembre de 2007 | Mount Lemmon         | Mt. Lemmon Survey      |
| 439622 | 2014 FV9               | 29 de gener de 1995    | Kitt Peak            | Spacewatch             |
| 439623 | 2014 FD16              | 12 de febrer de 2008   | Mount Lemmon         | Mt. Lemmon Survey      |
| 439624 | 2014 FV18              | 24 d'octubre de 2008   | Kitt Peak            | Spacewatch             |
| 439625 | 2014 FD19              | 26 de novembre de 2005 | Kitt Peak            | Spacewatch             |
| 439626 | 2014 FM19              | 10 de març de 2010     | XuYi                 | PMO NEO Survey Program |
| 439627 | 2014 FE20              | 8 d'abril de 2010      | Kitt Peak            | Spacewatch             |
| 439628 | 2014 FO28              | 30 d'octubre de 2008   | Kitt Peak            | Spacewatch             |
| 439629 | 2014 FP29              | 8 de desembre de 2005  | Kitt Peak            | Spacewatch             |
| 439630 | 2014 FJ30              | 27 de febrer de 2010   | WISE                 | WISE                   |
| 439631 | 2014 FX49              | 6 de novembre de 2007  | Kitt Peak            | Spacewatch             |
| 439632 | 2014 FS53              | 31 de desembre de 2007 | Mount Lemmon         | Mt. Lemmon Survey      |
| 439633 | 2014 FF57              | 7 d'abril de 2003      | Kitt Peak            | Spacewatch             |
| 439634 | 2014 FS62              | 1 de juny de 2009      | Catalina             | CSS                    |
| 439635 | 2014 FS64              | 30 de setembre de 2006 | Catalina             | CSS                    |
| 439636 | 2014 FA68              | 27 de novembre de 2006 | Mount Lemmon         | Mt. Lemmon Survey      |
| 439637 | 2014 FU68              | 3 de juny de 2010      | Kitt Peak            | Spacewatch             |
| 439638 | 2014 GY6               | 15 de desembre de 2004 | Kitt Peak            | Spacewatch             |
| 439639 | 2014 GF12              | 11 de gener de 2008    | Mount Lemmon         | Mt. Lemmon Survey      |
| 439640 | 2014 GH20              | 11 de gener de 2008    | Kitt Peak            | Spacewatch             |
| 439641 | 2014 GQ20              | 12 d'octubre de 2007   | Mount Lemmon         | Mt. Lemmon Survey      |
| 439642 | 2014 GE37              | 22 de maig de 2010     | WISE                 | WISE                   |
| 439643 | 2014 GS38              | 1 de febrer de 2006    | Kitt Peak            | Spacewatch             |
| 439644 | 2014 GT39              | 19 d'agost de 2006     | Kitt Peak            | Spacewatch             |
| 439645 | 2014 GP45              | 19 de novembre de 2008 | Mount Lemmon         | Mt. Lemmon Survey      |
| 439646 | 2014 GD47              | 30 de setembre de 2003 | Kitt Peak            | Spacewatch             |
| 439647 | 2014 HN8               | 9 de febrer de 2003    | Kitt Peak            | Spacewatch             |
| 439648 | 2014 HO8               | 10 de setembre de 2007 | Kitt Peak            | Spacewatch             |
| 439649 | 2014 HY11              | 5 d'abril de 2003      | Kitt Peak            | Spacewatch             |
| 439650 | 2014 HF25              | 18 de gener de 2012    | Mount Lemmon         | Mt. Lemmon Survey      |
| 439651 | 2014 HA29              | 1 de març de 2005      | Kitt Peak            | Spacewatch             |
| 439652 | 2014 HA30              | 18 de setembre de 1995 | Kitt Peak            | Spacewatch             |
| 439653 | 2014 HM30              | 26 de març de 2004     | Kitt Peak            | Spacewatch             |
| 439654 | 2014 HK31              | 21 d'abril de 2006     | Kitt Peak            | Spacewatch             |
| 439655 | 2014 HU33              | 18 de novembre de 2003 | Kitt Peak            | Spacewatch             |
| 439656 | 2014 HO37              | 4 d'abril de 2008      | Mount Lemmon         | Mt. Lemmon Survey      |
| 439657 | 2014 HF38              | 4 de novembre de 2007  | Mount Lemmon         | Mt. Lemmon Survey      |
| 439658 | 2014 HX40              | 28 de març de 2008     | Mount Lemmon         | Mt. Lemmon Survey      |
| 439659 | 2014 HM55              | 13 de desembre de 2004 | Kitt Peak            | Spacewatch             |
| 439660 | 2014 HG75              | 3 d'octubre de 2006    | Mount Lemmon         | Mt. Lemmon Survey      |
| 439661 | 2014 HK77              | 27 de setembre de 2006 | Kitt Peak            | Spacewatch             |
| 439662 | 2014 HT78              | 10 d'octubre de 2007   | Mount Lemmon         | Mt. Lemmon Survey      |
| 439663 | 2014 HK82              | 18 de setembre de 2003 | Kitt Peak            | Spacewatch             |
| 439664 | 2014 HM115             | 28 d'octubre de 2011   | Mount Lemmon         | Mt. Lemmon Survey      |
| 439665 | 2014 HB122             | 26 d'octubre de 2005   | Kitt Peak            | Spacewatch             |
| 439666 | 2014 HV122             | 1 de novembre de 2005  | Mount Lemmon         | Mt. Lemmon Survey      |
| 439667 | 2014 HD127             | 21 d'abril de 2009     | Kitt Peak            | Spacewatch             |
| 439668 | 2014 HB152             | 3 de febrer de 2009    | Kitt Peak            | Spacewatch             |
| 439669 | 2014 HH160             | 26 de febrer de 2008   | Mount Lemmon         | Mt. Lemmon Survey      |
| 439670 | 2014 HX166             | 2 de setembre de 2000  | Anderson Mesa        | LONEOS                 |
| 439671 | 2014 HH169             | 31 de març de 2003     | Kitt Peak            | Spacewatch             |
| 439672 | 2014 HM171             | 14 d'abril de 2010     | Kitt Peak            | Spacewatch             |
| 439673 | 2014 HY181             | 16 de juny de 2005     | Mount Lemmon         | Mt. Lemmon Survey      |
| 439674 | 2014 HT187             | 8 de juny de 2010      | WISE                 | WISE                   |
| 439675 | 2014 HL191             | 6 de setembre de 2008  | Kitt Peak            | Spacewatch             |
| 439676 | 2014 JV4               | 4 d'abril de 2008      | Mount Lemmon         | Mt. Lemmon Survey      |
| 439677 | 2014 JA5               | 14 de desembre de 2010 | Mount Lemmon         | Mt. Lemmon Survey      |
| 439678 | 2014 JE9               | 5 d'abril de 2003      | Kitt Peak            | Spacewatch             |
| 439679 | 2014 JX10              | 2 d'octubre de 2006    | Mount Lemmon         | Mt. Lemmon Survey      |
| 439680 | 2014 JM16              | 10 de gener de 2007    | Kitt Peak            | Spacewatch             |
| 439681 | 2014 JH26              | 8 d'abril de 2008      | Mount Lemmon         | Mt. Lemmon Survey      |
| 439682 | 2014 JY31              | 11 d'octubre de 2007   | Mount Lemmon         | Mt. Lemmon Survey      |
| 439683 | 2014 JN35              | 26 de febrer de 2009   | Kitt Peak            | Spacewatch             |
| 439684 | 2014 JD38              | 22 de novembre de 2006 | Kitt Peak            | Spacewatch             |
| 439685 | 2014 JT42              | 1 de desembre de 2006  | Mount Lemmon         | Mt. Lemmon Survey      |
| 439686 | 2014 JK45              | 29 de maig de 2009     | Kitt Peak            | Spacewatch             |
| 439687 | 2014 JF51              | 25 d'octubre de 2005   | Mount Lemmon         | Mt. Lemmon Survey      |
| 439688 | 2014 JN59              | 20 d'abril de 2004     | Kitt Peak            | Spacewatch             |
| 439689 | 2014 JD60              | 31 de gener de 2006    | Mount Lemmon         | Mt. Lemmon Survey      |
| 439690 | 2014 JE60              | 16 de novembre de 2006 | Mount Lemmon         | Mt. Lemmon Survey      |
| 439691 | 2014 JV76              | 14 d'abril de 2005     | Kitt Peak            | Spacewatch             |
| 439692 | 2014 KH3               | 29 de març de 2008     | Catalina             | CSS                    |
| 439693 | 2014 KY4               | 22 d'octubre de 2005   | Kitt Peak            | Spacewatch             |
| 439694 | 2014 KT7               | 7 de desembre de 1999  | Kitt Peak            | Spacewatch             |
| 439695 | 2014 KV9               | 28 de novembre de 2005 | Mount Lemmon         | Mt. Lemmon Survey      |
| 439696 | 2014 KP10              | 26 de juny de 2010     | WISE                 | WISE                   |
| 439697 | 2014 KP14              | 2 de maig de 2003      | Kitt Peak            | Spacewatch             |
| 439698 | 2014 KA19              | 3 d'abril de 2008      | Mount Lemmon         | Mt. Lemmon Survey      |
| 439699 | 2014 KY23              | 29 de gener de 2009    | Mount Lemmon         | Mt. Lemmon Survey      |
| 439700 | 2014 KS29              | 26 de desembre de 2005 | Kitt Peak            | Spacewatch             |

## 439701– 439800
| Nom    | Designació provisional | Data de descobriment   | Lloc de descobriment | Descobridor/s        |
| ------ | ---------------------- | ---------------------- | -------------------- | -------------------- |
| 439701 | 2014 KN42              | 10 de març de 2005     | Catalina             | CSS                  |
| 439702 | 2014 KZ47              | 11 de març de 2008     | Kitt Peak            | Spacewatch           |
| 439703 | 2014 KO73              | 18 de novembre de 2011 | Mount Lemmon         | Mt. Lemmon Survey    |
| 439704 | 2014 KB74              | 1 de març de 2008      | Catalina             | CSS                  |
| 439705 | 2014 KB80              | 29 d'octubre de 2005   | Catalina             | CSS                  |
| 439706 | 2014 KB88              | 4 de maig de 2005      | Kitt Peak            | Spacewatch           |
| 439707 | 2014 LT4               | 11 d'octubre de 2010   | Mount Lemmon         | Mt. Lemmon Survey    |
| 439708 | 2014 LF6               | 5 d'abril de 2008      | Mount Lemmon         | Mt. Lemmon Survey    |
| 439709 | 2014 LH11              | 8 d'abril de 2008      | Kitt Peak            | Spacewatch           |
| 439710 | 2014 LK11              | 27 de març de 2009     | Siding Spring        | Siding Spring Survey |
| 439711 | 2014 LM14              | 30 de novembre de 2008 | Mount Lemmon         | Mt. Lemmon Survey    |
| 439712 | 2014 LS17              | 13 de gener de 2002    | Socorro              | LINEAR               |
| 439713 | 2014 LQ20              | 22 de febrer de 2004   | Kitt Peak            | Spacewatch           |
| 439714 | 2014 MR32              | 24 de novembre de 2000 | Anderson Mesa        | LONEOS               |
| 439715 | 2014 MC35              | 21 d'octubre de 2006   | Kitt Peak            | Spacewatch           |
| 439716 | 2014 MJ42              | 30 d'octubre de 2005   | Catalina             | CSS                  |
| 439717 | 2014 MX42              | 2 de novembre de 2010  | Mount Lemmon         | Mt. Lemmon Survey    |
| 439718 | 2015 DW137             | 12 d'abril de 2010     | WISE                 | WISE                 |
| 439719 | 2015 DV176             | 18 de març de 2004     | Socorro              | LINEAR               |
| 439720 | 2015 DZ205             | 13 de desembre de 2006 | Mount Lemmon         | Mt. Lemmon Survey    |
| 439721 | 2015 DY206             | 16 d'abril de 2004     | Kitt Peak            | Spacewatch           |
| 439722 | 2015 DB208             | 21 d'abril de 2006     | Kitt Peak            | Spacewatch           |
| 439723 | 2015 DQ208             | 11 d'agost de 2007     | Socorro              | LINEAR               |
| 439724 | 2015 DE210             | 9 de març de 2005      | Catalina             | CSS                  |
| 439725 | 2015 DG210             | 29 de novembre de 2005 | Mount Lemmon         | Mt. Lemmon Survey    |
| 439726 | 2015 DT210             | 14 de maig de 2004     | Kitt Peak            | Spacewatch           |
| 439727 | 2015 DH211             | 7 de gener de 2010     | Mount Lemmon         | Mt. Lemmon Survey    |
| 439728 | 2015 DM213             | 9 de gener de 2006     | Kitt Peak            | Spacewatch           |
| 439729 | 2015 DQ214             | 6 de setembre de 2008  | Mount Lemmon         | Mt. Lemmon Survey    |
| 439730 | 2015 ED65              | 21 d'abril de 1998     | Socorro              | LINEAR               |
| 439731 | 2015 FN39              | 4 de setembre de 2008  | Kitt Peak            | Spacewatch           |
| 439732 | 2015 FB75              | 5 de setembre de 2008  | Kitt Peak            | Spacewatch           |
| 439733 | 2015 FY162             | 18 de setembre de 2009 | Mount Lemmon         | Mt. Lemmon Survey    |
| 439734 | 2015 FS174             | 11 de maig de 2007     | Mount Lemmon         | Mt. Lemmon Survey    |
| 439735 | 2015 FX174             | 11 de febrer de 2004   | Kitt Peak            | Spacewatch           |
| 439736 | 2015 FC176             | 25 de maig de 2003     | Kitt Peak            | Spacewatch           |
| 439737 | 2015 FM212             | 25 de maig de 2007     | Mount Lemmon         | Mt. Lemmon Survey    |
| 439738 | 2015 FD213             | 22 de juliol de 2000   | Prescott             | Comba, P. G.         |
| 439739 | 2015 FC286             | 27 de setembre de 2008 | Catalina             | CSS                  |
| 439740 | 2015 FU286             | 17 de desembre de 2003 | Socorro              | LINEAR               |
| 439741 | 2015 FK287             | 25 de gener de 2006    | Anderson Mesa        | LONEOS               |
| 439742 | 2015 FM294             | 13 de març de 2010     | Kitt Peak            | Spacewatch           |
| 439743 | 2015 FL296             | 16 d'abril de 2004     | Socorro              | LINEAR               |
| 439744 | 2015 FA297             | 3 de setembre de 2008  | Kitt Peak            | Spacewatch           |
| 439745 | 2015 FT299             | 7 d'abril de 2006      | Anderson Mesa        | LONEOS               |
| 439746 | 2015 FJ300             | 17 de març de 2004     | Kitt Peak            | Spacewatch           |
| 439747 | 2015 FW300             | 5 de març de 2006      | Catalina             | CSS                  |
| 439748 | 2015 FZ303             | 27 de juny de 1997     | Kitt Peak            | Spacewatch           |
| 439749 | 2015 FG305             | 25 de juliol de 1995   | Kitt Peak            | Spacewatch           |
| 439750 | 2015 FC324             | 24 d'octubre de 2009   | Mount Lemmon         | Mt. Lemmon Survey    |
| 439751 | 2015 FB325             | 7 d'octubre de 2008    | Mount Lemmon         | Mt. Lemmon Survey    |
| 439752 | 2015 FP325             | 1 de desembre de 2006  | Mount Lemmon         | Mt. Lemmon Survey    |
| 439753 | 2015 FZ325             | 20 de novembre de 2001 | Socorro              | LINEAR               |
| 439754 | 2015 FD327             | 24 de febrer de 2006   | Mount Lemmon         | Mt. Lemmon Survey    |
| 439755 | 2015 FH327             | 31 de maig de 2000     | Kitt Peak            | Spacewatch           |
| 439756 | 2015 FJ334             | 24 de desembre de 2006 | Kitt Peak            | Spacewatch           |
| 439757 | 2015 FR335             | 21 d'octubre de 2003   | Kitt Peak            | Spacewatch           |
| 439758 | 2015 FL336             | 3 de maig de 2005      | Kitt Peak            | Spacewatch           |
| 439759 | 2015 FN336             | 29 de maig de 2010     | WISE                 | WISE                 |
| 439760 | 2015 FA337             | 25 de febrer de 2006   | Mount Lemmon         | Mt. Lemmon Survey    |
| 439761 | 2015 FH337             | 15 de novembre de 1995 | Kitt Peak            | Spacewatch           |
| 439762 | 2015 FR338             | 28 de setembre de 2009 | Mount Lemmon         | Mt. Lemmon Survey    |
| 439763 | 2015 FF339             | 13 de desembre de 2006 | Mount Lemmon         | Mt. Lemmon Survey    |
| 439764 | 2015 FC343             | 13 de novembre de 2007 | Mount Lemmon         | Mt. Lemmon Survey    |
| 439765 | 2015 FP343             | 10 de juny de 2010     | Catalina             | CSS                  |
| 439766 | 2015 FP344             | 21 de gener de 2002    | Kitt Peak            | Spacewatch           |
| 439767 | 2015 GN5               | 25 de març de 2006     | Kitt Peak            | Spacewatch           |
| 439768 | 2015 GP5               | 9 d'octubre de 2004    | Kitt Peak            | Spacewatch           |
| 439769 | 2015 GB8               | 22 de febrer de 2009   | Catalina             | CSS                  |
| 439770 | 2015 GW8               | 10 de gener de 2006    | Kitt Peak            | Spacewatch           |
| 439771 | 2015 GK9               | 23 de març de 2004     | Catalina             | CSS                  |
| 439772 | 2015 GH18              | 7 de novembre de 2012  | Mount Lemmon         | Mt. Lemmon Survey    |
| 439773 | 2015 GM23              | 10 de març de 2005     | Catalina             | CSS                  |
| 439774 | 2015 GW23              | 17 de desembre de 2009 | Kitt Peak            | Spacewatch           |
| 439775 | 2015 GO24              | 29 de gener de 2009    | Mount Lemmon         | Mt. Lemmon Survey    |
| 439776 | 2015 GR24              | 5 de juny de 2010      | Kitt Peak            | Spacewatch           |
| 439777 | 2015 GW24              | 13 de novembre de 2006 | Catalina             | CSS                  |
| 439778 | 2015 GE25              | 27 d'agost de 1998     | Kitt Peak            | Spacewatch           |
| 439779 | 2015 GB26              | 3 de març de 2006      | Catalina             | CSS                  |
| 439780 | 2015 GQ26              | 11 de juliol de 2005   | Kitt Peak            | Spacewatch           |
| 439781 | 2015 GF33              | 18 de desembre de 2007 | Mount Lemmon         | Mt. Lemmon Survey    |
| 439782 | 2015 GL34              | 5 de setembre de 1999  | Kitt Peak            | Spacewatch           |
| 439783 | 2015 GJ36              | 11 de març de 2008     | Kitt Peak            | Spacewatch           |
| 439784 | 2015 GR36              | 10 de novembre de 2004 | Kitt Peak            | Spacewatch           |
| 439785 | 2015 GT40              | 17 de novembre de 2006 | Mount Lemmon         | Mt. Lemmon Survey    |
| 439786 | 2015 GQ42              | 2 de maig de 2003      | Kitt Peak            | Spacewatch           |
| 439787 | 2015 GQ43              | 14 de desembre de 2006 | Kitt Peak            | Spacewatch           |
| 439788 | 2015 GL44              | 21 de febrer de 2006   | Catalina             | CSS                  |
| 439789 | 2015 GO45              | 11 d'abril de 2005     | Kitt Peak            | Spacewatch           |
| 439790 | 2015 HA16              | 26 de setembre de 2009 | Mount Lemmon         | Mt. Lemmon Survey    |
| 439791 | 2015 HF38              | 9 de febrer de 2008    | Kitt Peak            | Spacewatch           |
| 439792 | 2015 HY42              | 28 de maig de 1998     | Kitt Peak            | Spacewatch           |
| 439793 | 2015 HP49              | 9 de maig de 2005      | Kitt Peak            | Spacewatch           |
| 439794 | 2015 HB57              | 16 de març de 2008     | Kitt Peak            | Spacewatch           |
| 439795 | 2015 HQ60              | 3 de març de 2006      | Kitt Peak            | Spacewatch           |
| 439796 | 2015 HS63              | 16 de maig de 2004     | Socorro              | LINEAR               |
| 439797 | 2015 HF73              | 7 d'abril de 2008      | Kitt Peak            | Spacewatch           |
| 439798 | 2015 HK100             | 27 d'octubre de 2008   | Kitt Peak            | Spacewatch           |
| 439799 | 2015 HN103             | 30 de juny de 2005     | Kitt Peak            | Spacewatch           |
| 439800 | 2015 HK147             | 30 de setembre de 2006 | Kitt Peak            | Spacewatch           |

## 439801– 439900
| Nom    | Designació provisional | Data de descobriment   | Lloc de descobriment | Descobridor/s                        |
| ------ | ---------------------- | ---------------------- | -------------------- | ------------------------------------ |
| 439801 | 2015 HN166             | 21 de setembre de 2012 | Mount Lemmon         | Mt. Lemmon Survey                    |
| 439802 | 2015 HG171             | 18 de març de 2004     | Socorro              | LINEAR                               |
| 439803 | 2015 HF174             | 2 de febrer de 2005    | Kitt Peak            | Spacewatch                           |
| 439804 | 2015 HP175             | 15 de novembre de 2006 | Catalina             | CSS                                  |
| 439805 | 2015 HB176             | 4 de desembre de 1996  | Kitt Peak            | Spacewatch                           |
| 439806 | 2015 HA178             | 3 de març de 2006      | Mount Lemmon         | Mt. Lemmon Survey                    |
| 439807 | 2015 JP2               | 15 de març de 2009     | Mount Lemmon         | Mt. Lemmon Survey                    |
| 439808 | 2015 JR2               | 9 de març de 2003      | Anderson Mesa        | LONEOS                               |
| 439809 | 2015 KZ7               | 1 de febrer de 2008    | Kitt Peak            | Spacewatch                           |
| 439810 | 2015 KM9               | 5 de novembre de 2007  | Mount Lemmon         | Mt. Lemmon Survey                    |
| 439811 | 2015 KC16              | 24 de març de 2003     | Kitt Peak            | Spacewatch                           |
| 439812 | 2015 KE18              | 26 d'abril de 2004     | Socorro              | LINEAR                               |
| 439813 | 2015 KH22              | 25 de març de 2006     | Catalina             | CSS                                  |
| 439814 | 2015 KB25              | 10 de desembre de 2004 | Kitt Peak            | Spacewatch                           |
| 439815 | 2015 KT32              | 25 d'abril de 2004     | Kitt Peak            | Spacewatch                           |
| 439816 | 2015 KE33              | 15 d'octubre de 2007   | Kitt Peak            | Spacewatch                           |
| 439817 | 2015 KY33              | 9 de gener de 2007     | Mount Lemmon         | Mt. Lemmon Survey                    |
| 439818 | 2015 KB35              | 20 de setembre de 2006 | Anderson Mesa        | LONEOS                               |
| 439819 | 2015 KU58              | 11 de desembre de 2004 | Kitt Peak            | Spacewatch                           |
| 439820 | 2015 KX59              | 14 d'octubre de 2007   | Mount Lemmon         | Mt. Lemmon Survey                    |
| 439821 | 2015 KV67              | 9 de maig de 2006      | Mount Lemmon         | Mt. Lemmon Survey                    |
| 439822 | 2015 KX71              | 17 de febrer de 2007   | Kitt Peak            | Spacewatch                           |
| 439823 | 2015 KE73              | 20 de novembre de 2008 | Kitt Peak            | Spacewatch                           |
| 439824 | 2015 KG73              | 17 de setembre de 1998 | Kitt Peak            | Spacewatch                           |
| 439825 | 2015 KP73              | 27 de setembre de 2006 | Kitt Peak            | Spacewatch                           |
| 439826 | 2015 KE83              | 12 de setembre de 2007 | Catalina             | CSS                                  |
| 439827 | 2015 KB92              | 31 de març de 2009     | Mount Lemmon         | Mt. Lemmon Survey                    |
| 439828 | 2015 KT95              | 6 d'abril de 2011      | Mount Lemmon         | Mt. Lemmon Survey                    |
| 439829 | 2015 KD96              | 4 de desembre de 2007  | Catalina             | CSS                                  |
| 439830 | 2015 KS117             | 9 de febrer de 2005    | Mount Lemmon         | Mt. Lemmon Survey                    |
| 439831 | 1994 RD7               | 12 de setembre de 1994 | Kitt Peak            | Spacewatch                           |
| 439832 | 1995 OO5               | 22 de juliol de 1995   | Kitt Peak            | Spacewatch                           |
| 439833 | 1995 SS73              | 29 de setembre de 1995 | Kitt Peak            | Spacewatch                           |
| 439834 | 1995 UV42              | 24 d'octubre de 1995   | Kitt Peak            | Spacewatch                           |
| 439835 | 1995 WY40              | 26 de novembre de 1995 | Kitt Peak            | Spacewatch                           |
| 439836 | 1996 TX51              | 5 d'octube de 1996     | La Silla             | Elst, E. W.                          |
| 439837 | 1997 EU9               | 3 de març de 1997      | Kitt Peak            | Spacewatch                           |
| 439838 | 1997 GZ30              | 10 d'abril de 1997     | Kitt Peak            | Spacewatch                           |
| 439839 | 1997 KY1               | 28 de maig de 1997     | Kitt Peak            | Spacewatch                           |
| 439840 | 1997 SB33              | 29 de setembre de 1997 | Kitt Peak            | Spacewatch                           |
| 439841 | 1997 TB20              | 3 d'octubre de 1997    | Kitt Peak            | Spacewatch                           |
| 439842 | 1998 KL10              | 19 de maig de 1998     | Kitt Peak            | Spacewatch                           |
| 439843 | 1998 QR29              | 23 d'agost de 1998     | Xinglong             | Beijing Schmidt CCD Asteroid Program |
| 439844 | 1998 RF26              | 14 de setembre de 1998 | Socorro              | LINEAR                               |
| 439845 | 1998 RJ54              | 14 de setembre de 1998 | Socorro              | LINEAR                               |
| 439846 | 1998 SL6               | 20 de setembre de 1998 | Kitt Peak            | Spacewatch                           |
| 439847 | 1998 SY7               | 20 de setembre de 1998 | Kitt Peak            | Spacewatch                           |
| 439848 | 1998 SF110             | 26 de setembre de 1998 | Socorro              | LINEAR                               |
| 439849 | 1998 TB3               | 14 d'octubre de 1998   | Catalina             | CSS                                  |
| 439850 | 1998 TK3               | 14 d'octubre de 1998   | Socorro              | LINEAR                               |
| 439851 | 1998 WP25              | 16 de novembre de 1998 | Kitt Peak            | Spacewatch                           |
| 439852 | 1998 WX29              | 24 de novembre de 1998 | Kitt Peak            | Spacewatch                           |
| 439853 | 1998 XD4               | 8 de desembre de 1998  | Kitt Peak            | Spacewatch                           |
| 439854 | 1998 XA5               | 12 de desembre de 1998 | Socorro              | LINEAR                               |
| 439855 | 1998 XF7               | 8 de desembre de 1998  | Kitt Peak            | Spacewatch                           |
| 439856 | 1998 XR98              | 13 de desembre de 1998 | Kitt Peak            | Spacewatch                           |
| 439857 | 1998 YJ13              | 14 de novembre de 1998 | Kitt Peak            | Spacewatch                           |
| 439858 | 1999 ON4               | 19 de juliol de 1999   | Mauna Kea            | Mauna Kea                            |
| 439859 | 1999 RF9               | 4 de setembre de 1999  | Kitt Peak            | Spacewatch                           |
| 439860 | 1999 SZ20              | 30 de setembre de 1999 | Kitt Peak            | Spacewatch                           |
| 439861 | 1999 SW22              | 30 de setembre de 1999 | Kitt Peak            | Spacewatch                           |
| 439862 | 1999 TT45              | 3 d'octubre de 1999    | Kitt Peak            | Spacewatch                           |
| 439863 | 1999 TH50              | 4 d'octubre de 1999    | Kitt Peak            | Spacewatch                           |
| 439864 | 1999 TL54              | 6 d'octubre de 1999    | Kitt Peak            | Spacewatch                           |
| 439865 | 1999 TB72              | 9 d'octubre de 1999    | Kitt Peak            | Spacewatch                           |
| 439866 | 1999 TN296             | 2 d'octubre de 1999    | Kitt Peak            | Spacewatch                           |
| 439867 | 1999 VC85              | 6 de novembre de 1999  | Kitt Peak            | Spacewatch                           |
| 439868 | 1999 VA102             | 9 de novembre de 1999  | Socorro              | LINEAR                               |
| 439869 | 1999 VZ106             | 9 de novembre de 1999  | Socorro              | LINEAR                               |
| 439870 | 1999 VL110             | 9 de novembre de 1999  | Socorro              | LINEAR                               |
| 439871 | 1999 VC120             | 3 de novembre de 1999  | Kitt Peak            | Spacewatch                           |
| 439872 | 1999 VA122             | 14 d'octubre de 1999   | Kitt Peak            | Spacewatch                           |
| 439873 | 1999 VP142             | 10 de novembre de 1999 | Kitt Peak            | Spacewatch                           |
| 439874 | 1999 VB153             | 11 de novembre de 1999 | Kitt Peak            | Spacewatch                           |
| 439875 | 1999 VX165             | 14 de novembre de 1999 | Socorro              | LINEAR                               |
| 439876 | 1999 VM196             | 1 de novembre de 1999  | Catalina             | CSS                                  |
| 439877 | 1999 XM141             | 13 de desembre de 1999 | Socorro              | LINEAR                               |
| 439878 | 1999 XZ145             | 7 de desembre de 1999  | Kitt Peak            | Spacewatch                           |
| 439879 | 1999 XC146             | 29 de novembre de 1999 | Kitt Peak            | Spacewatch                           |
| 439880 | 1999 XV223             | 13 de desembre de 1999 | Kitt Peak            | Spacewatch                           |
| 439881 | 1999 XE250             | 7 de desembre de 1999  | Socorro              | LINEAR                               |
| 439882 | 1999 YZ12              | 14 de desembre de 1999 | Kitt Peak            | Spacewatch                           |
| 439883 | 2000 AB4               | 3 de gener de 2000     | Socorro              | LINEAR                               |
| 439884 | 2000 AT221             | 8 de gener de 2000     | Kitt Peak            | Spacewatch                           |
| 439885 | 2000 CD32              | 4 de febrer de 2000    | Socorro              | LINEAR                               |
| 439886 | 2000 KQ1               | 26 de maig de 2000     | Socorro              | LINEAR                               |
| 439887 | 2000 MO6               | 30 de juny de 2000     | Haleakala            | NEAT                                 |
| 439888 | 2000 NO1               | 3 de juliol de 2000    | Kitt Peak            | Spacewatch                           |
| 439889 | 2000 PG5               | 2 d'agost de 2000      | Socorro              | LINEAR                               |
| 439890 | 2000 QA133             | 26 d'agost de 2000     | Socorro              | LINEAR                               |
| 439891 | 2000 RG84              | 2 de setembre de 2000  | Anderson Mesa        | LONEOS                               |
| 439892 | 2000 SF14              | 23 de setembre de 2000 | Socorro              | LINEAR                               |
| 439893 | 2000 SN184             | 20 de setembre de 2000 | Haleakala            | NEAT                                 |
| 439894 | 2000 SZ207             | 24 de setembre de 2000 | Socorro              | LINEAR                               |
| 439895 | 2000 ST249             | 24 de setembre de 2000 | Socorro              | LINEAR                               |
| 439896 | 2000 SK326             | 29 de setembre de 2000 | Kitt Peak            | Spacewatch                           |
| 439897 | 2000 TU1               | 2 d'octubre de 2000    | Socorro              | LINEAR                               |
| 439898 | 2000 TG2               | 4 d'octubre de 2000    | Socorro              | LINEAR                               |
| 439899 | 2000 UA13              | 3 d'octubre de 2000    | Socorro              | LINEAR                               |
| 439900 | 2000 WB5               | 19 de novembre de 2000 | Socorro              | LINEAR                               |

## 439901– 440000
| Nom    | Designació provisional | Data de descobriment   | Lloc de descobriment | Descobridor/s |
| ------ | ---------------------- | ---------------------- | -------------------- | ------------- |
| 439901 | 2000 WK24              | 20 de novembre de 2000 | Socorro              | LINEAR        |
| 439902 | 2000 WR45              | 21 de novembre de 2000 | Socorro              | LINEAR        |
| 439903 | 2000 WR56              | 21 de novembre de 2000 | Socorro              | LINEAR        |
| 439904 | 2000 WO68              | 2 de novembre de 2000  | Socorro              | LINEAR        |
| 439905 | 2000 WY136             | 20 de novembre de 2000 | Socorro              | LINEAR        |
| 439906 | 2000 WB192             | 1 d'octubre de 2000    | Socorro              | LINEAR        |
| 439907 | 2000 XH11              | 1 de desembre de 2000  | Socorro              | LINEAR        |
| 439908 | 2000 XH47              | 15 de desembre de 2000 | Socorro              | LINEAR        |
| 439909 | 2000 YX133             | 31 de desembre de 2000 | Kitt Peak            | Spacewatch    |
| 439910 | 2001 AD44              | 5 de desembre de 2000  | Socorro              | LINEAR        |
| 439911 | 2001 DY8               | 16 de febrer de 2001   | Socorro              | LINEAR        |
| 439912 | 2001 FD87              | 19 de març de 2001     | Socorro              | LINEAR        |
| 439913 | 2001 FM119             | 18 de març de 2001     | Socorro              | LINEAR        |
| 439914 | 2001 OF30              | 19 de juliol de 2001   | Palomar              | NEAT          |
| 439915 | 2001 OT77              | 26 de juliol de 2001   | Palomar              | NEAT          |
| 439916 | 2001 PP32              | 10 d'agost de 2001     | Palomar              | NEAT          |
| 439917 | 2001 QQ69              | 17 d'agost de 2001     | Socorro              | LINEAR        |
| 439918 | 2001 QX115             | 17 d'agost de 2001     | Socorro              | LINEAR        |
| 439919 | 2001 QF132             | 20 d'agost de 2001     | Socorro              | LINEAR        |
| 439920 | 2001 QK171             | 25 d'agost de 2001     | Socorro              | LINEAR        |
| 439921 | 2001 QM172             | 25 d'agost de 2001     | Socorro              | LINEAR        |
| 439922 | 2001 QK211             | 23 d'agost de 2001     | Anderson Mesa        | LONEOS        |
| 439923 | 2001 QO216             | 23 d'agost de 2001     | Anderson Mesa        | LONEOS        |
| 439924 | 2001 QY225             | 24 d'agost de 2001     | Anderson Mesa        | LONEOS        |
| 439925 | 2001 QX255             | 25 d'agost de 2001     | Socorro              | LINEAR        |
| 439926 | 2001 QY264             | 26 d'agost de 2001     | Haleakala            | NEAT          |
| 439927 | 2001 QM290             | 16 d'agost de 2001     | Socorro              | LINEAR        |
| 439928 | 2001 RH12              | 7 de setembre de 2001  | Socorro              | LINEAR        |
| 439929 | 2001 RF24              | 7 de setembre de 2001  | Socorro              | LINEAR        |
| 439930 | 2001 RK29              | 7 de setembre de 2001  | Socorro              | LINEAR        |
| 439931 | 2001 RT46              | 11 de setembre de 2001 | Socorro              | LINEAR        |
| 439932 | 2001 RW59              | 12 de setembre de 2001 | Socorro              | LINEAR        |
| 439933 | 2001 RE129             | 12 de setembre de 2001 | Socorro              | LINEAR        |
| 439934 | 2001 RY145             | 8 de setembre de 2001  | Socorro              | LINEAR        |
| 439935 | 2001 SY34              | 16 de setembre de 2001 | Socorro              | LINEAR        |
| 439936 | 2001 SS37              | 16 de setembre de 2001 | Socorro              | LINEAR        |
| 439937 | 2001 SB38              | 16 de setembre de 2001 | Socorro              | LINEAR        |
| 439938 | 2001 SM38              | 16 de setembre de 2001 | Socorro              | LINEAR        |
| 439939 | 2001 SX77              | 19 de setembre de 2001 | Socorro              | LINEAR        |
| 439940 | 2001 SK121             | 16 de setembre de 2001 | Socorro              | LINEAR        |
| 439941 | 2001 SH127             | 22 d'agost de 2001     | Kitt Peak            | Spacewatch    |
| 439942 | 2001 SD132             | 16 de setembre de 2001 | Socorro              | LINEAR        |
| 439943 | 2001 SO152             | 17 de setembre de 2001 | Socorro              | LINEAR        |
| 439944 | 2001 SS174             | 16 de setembre de 2001 | Socorro              | LINEAR        |
| 439945 | 2001 SL225             | 11 de setembre de 2001 | Kitt Peak            | Spacewatch    |
| 439946 | 2001 SV246             | 19 de setembre de 2001 | Socorro              | LINEAR        |
| 439947 | 2001 SQ290             | 23 de setembre de 2001 | Goodricke-Pigott     | Tucker, R. A. |
| 439948 | 2001 SD300             | 20 de setembre de 2001 | Socorro              | LINEAR        |
| 439949 | 2001 SG318             | 20 de setembre de 2001 | Socorro              | LINEAR        |
| 439950 | 2001 SK323             | 25 de setembre de 2001 | Socorro              | LINEAR        |
| 439951 | 2001 SD338             | 20 de setembre de 2001 | Socorro              | LINEAR        |
| 439952 | 2001 SB339             | 21 de setembre de 2001 | Anderson Mesa        | LONEOS        |
| 439953 | 2001 TV54              | 14 d'octubre de 2001   | Socorro              | LINEAR        |
| 439954 | 2001 TJ55              | 14 d'octubre de 2001   | Socorro              | LINEAR        |
| 439955 | 2001 TV104             | 13 d'octubre de 2001   | Socorro              | LINEAR        |
| 439956 | 2001 TN173             | 14 d'octubre de 2001   | Socorro              | LINEAR        |
| 439957 | 2001 TX173             | 14 d'octubre de 2001   | Socorro              | LINEAR        |
| 439958 | 2001 TD186             | 14 d'octubre de 2001   | Socorro              | LINEAR        |
| 439959 | 2001 TX189             | 14 d'octubre de 2001   | Socorro              | LINEAR        |
| 439960 | 2001 TO199             | 11 d'octubre de 2001   | Socorro              | LINEAR        |
| 439961 | 2001 UM53              | 17 d'octubre de 2001   | Socorro              | LINEAR        |
| 439962 | 2001 UT55              | 19 de setembre de 2001 | Kitt Peak            | Spacewatch    |
| 439963 | 2001 UF136             | 22 d'octubre de 2001   | Socorro              | LINEAR        |
| 439964 | 2001 UC148             | 23 d'octubre de 2001   | Socorro              | LINEAR        |
| 439965 | 2001 UF149             | 23 d'octubre de 2001   | Socorro              | LINEAR        |
| 439966 | 2001 UO159             | 23 d'octubre de 2001   | Socorro              | LINEAR        |
| 439967 | 2001 UY197             | 19 d'octubre de 2001   | Palomar              | NEAT          |
| 439968 | 2001 UL229             | 16 d'octubre de 2001   | Palomar              | NEAT          |
| 439969 | 2001 VO3               | 11 de novembre de 2001 | Kitt Peak            | Spacewatch    |
| 439970 | 2001 VG8               | 9 de novembre de 2001  | Socorro              | LINEAR        |
| 439971 | 2001 VM23              | 9 de novembre de 2001  | Socorro              | LINEAR        |
| 439972 | 2001 VX26              | 9 de novembre de 2001  | Socorro              | LINEAR        |
| 439973 | 2001 VF60              | 14 d'octubre de 2001   | Socorro              | LINEAR        |
| 439974 | 2001 WH15              | 21 de novembre de 2001 | Socorro              | LINEAR        |
| 439975 | 2001 WG21              | 18 de novembre de 2001 | Socorro              | LINEAR        |
| 439976 | 2001 WF32              | 17 de novembre de 2001 | Socorro              | LINEAR        |
| 439977 | 2001 WT53              | 19 de novembre de 2001 | Socorro              | LINEAR        |
| 439978 | 2001 WC65              | 20 de novembre de 2001 | Socorro              | LINEAR        |
| 439979 | 2001 WM65              | 20 de novembre de 2001 | Socorro              | LINEAR        |
| 439980 | 2001 WY67              | 20 de novembre de 2001 | Socorro              | LINEAR        |
| 439981 | 2001 WH68              | 17 d'octubre de 2001   | Kitt Peak            | Spacewatch    |
| 439982 | 2001 WG87              | 19 de novembre de 2001 | Socorro              | LINEAR        |
| 439983 | 2001 WP91              | 21 de novembre de 2001 | Socorro              | LINEAR        |
| 439984 | 2001 XK51              | 12 de novembre de 2001 | Kitt Peak            | Spacewatch    |
| 439985 | 2001 XT75              | 11 de desembre de 2001 | Socorro              | LINEAR        |
| 439986 | 2001 XF110             | 11 de desembre de 2001 | Socorro              | LINEAR        |
| 439987 | 2001 XS146             | 14 de desembre de 2001 | Socorro              | LINEAR        |
| 439988 | 2001 XF169             | 14 de desembre de 2001 | Socorro              | LINEAR        |
| 439989 | 2001 XH230             | 9 de novembre de 2001  | Socorro              | LINEAR        |
| 439990 | 2001 XB235             | 15 de desembre de 2001 | Socorro              | LINEAR        |
| 439991 | 2001 YC16              | 17 de desembre de 2001 | Socorro              | LINEAR        |
| 439992 | 2001 YT36              | 18 de desembre de 2001 | Socorro              | LINEAR        |
| 439993 | 2001 YU92              | 17 de desembre de 2001 | Kitt Peak            | Spacewatch    |
| 439994 | 2002 AK2               | 5 de gener de 2002     | Socorro              | LINEAR        |
| 439995 | 2002 AW73              | 8 de gener de 2002     | Socorro              | LINEAR        |
| 439996 | 2002 AH88              | 9 de gener de 2002     | Socorro              | LINEAR        |
| 439997 | 2002 AA109             | 9 de gener de 2002     | Socorro              | LINEAR        |
| 439998 | 2002 CM4               | 7 de febrer de 2002    | Socorro              | LINEAR        |
| 439999 | 2002 CX11              | 7 de febrer de 2002    | Socorro              | LINEAR        |
| 440000 | 2002 CM88              | 14 de gener de 2002    | Kitt Peak            | Spacewatch    |